# فیله (مصر)
فیله جزیره‌ای است در رودخانه نیل نزدیک به سد اسوان که مجموعه نیایشگاه‌هایی از مصر باستان مربوط به پرستش ایسیس، ایزدبانوی باروری و همسر اوسیریس در آن قرار داشت. مصریان باستان به این جزیره پ‌جرک (P-Jrk) می‌گفتند. فیله در نزدیکی آبشاری میان دو سد اسوان قرار گرفته‌است. جزیره فیله به خاطر زیبایی طبیعت خود شهرت دارد.
جزیره فیله امروزه در دریاچه ناصر قرار دارد که بر اثر ساخت سد به‌وجود آمده‌است. پیش از ساخت سد، فیله جزیره‌ای در آبشار اول نیل به‌شمار می‌آمد. ساختمان نیایشگاه فیله که با ساخت سد اسوان در دهه ۶۰ میلادی به‌ زیر آب می‌رفت توسط یک طرح مشترک دولت مصر و یونسکو به‌طور کامل پیاده‌سازی شده و به جزیره اجیلیکا که در نزدیکی قرار دارد منتقل شده و در آنجا دوباره به شکل پیشین خود بنا شد. انجام این طرح ده سال به طول انجامید اما توانست یکی از زیباترین معابد مصر باستان را از نابودی نجات دهد.
امروزه جزیره فیله توسط قایق‌های کوچکی که در جنوب جزیره پهلو می‌گیرند قابل دسترسی است و گردشگران از آنجا بر معبد بزرگ ایسیس و ردیف ستون‌های آن دید دارند.
مصریان باستان فیله را یکی از آرامگاه‌های اوسیریس می‌دانستند و این محل هم از سوی مصریان و هم از سوی نوبیان مورد احترام بود. به این خاطر در دوران باستان تنها روحانیان اجازه اقامت در فیله را داشتند و از این رو در قدیم به آن «دور از دسترس» (به یونانی: ̓́αβατος آباتوس) می‌گفتند. در دوران باستان گفته می‌شد که پرندگان نیز از فراز این جزیره نگذشته و ماهیان نیز به آن نزدیک نمی‌شوند.
نام فیله در مصری باستان به معنای «پایانگاه» بود که به محل آن در جنوبی‌ترین نقطه مصر باستان اشاره دارد. سازه‌های این جزیره از زمان بطلمیوس دوم آغاز شد و توسط امپراتوران روم تکمیل شد.

## نگارخانه

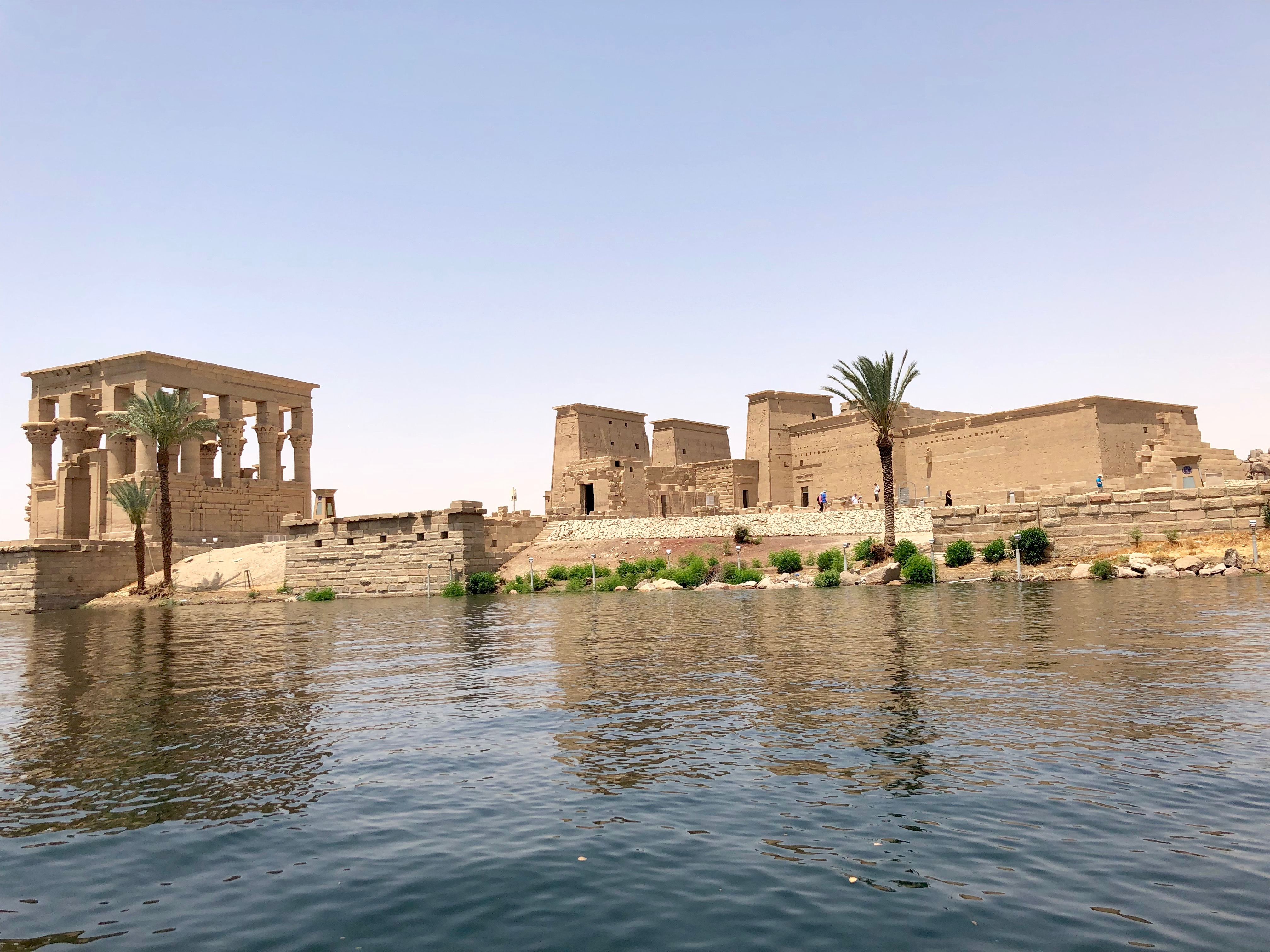
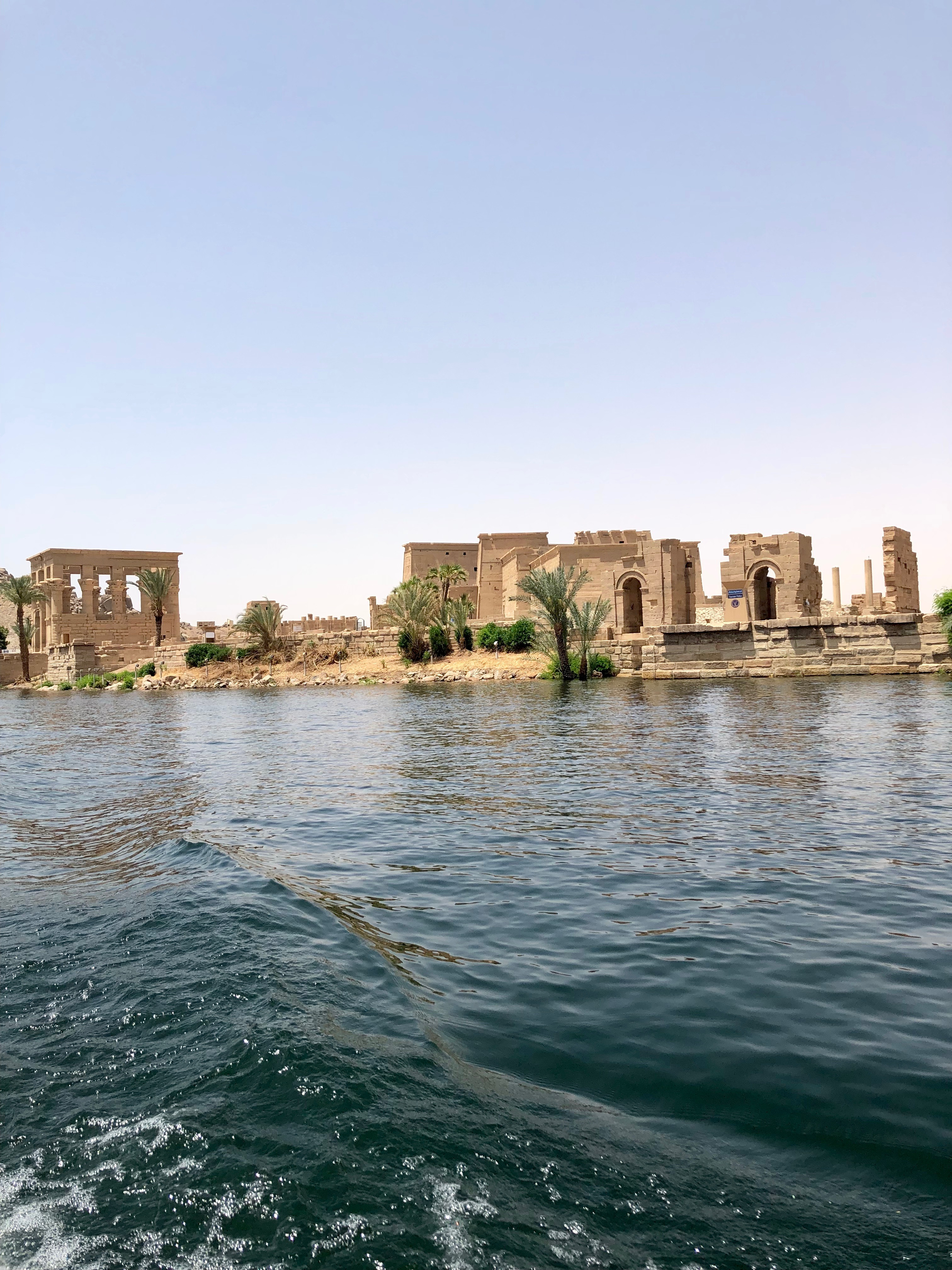
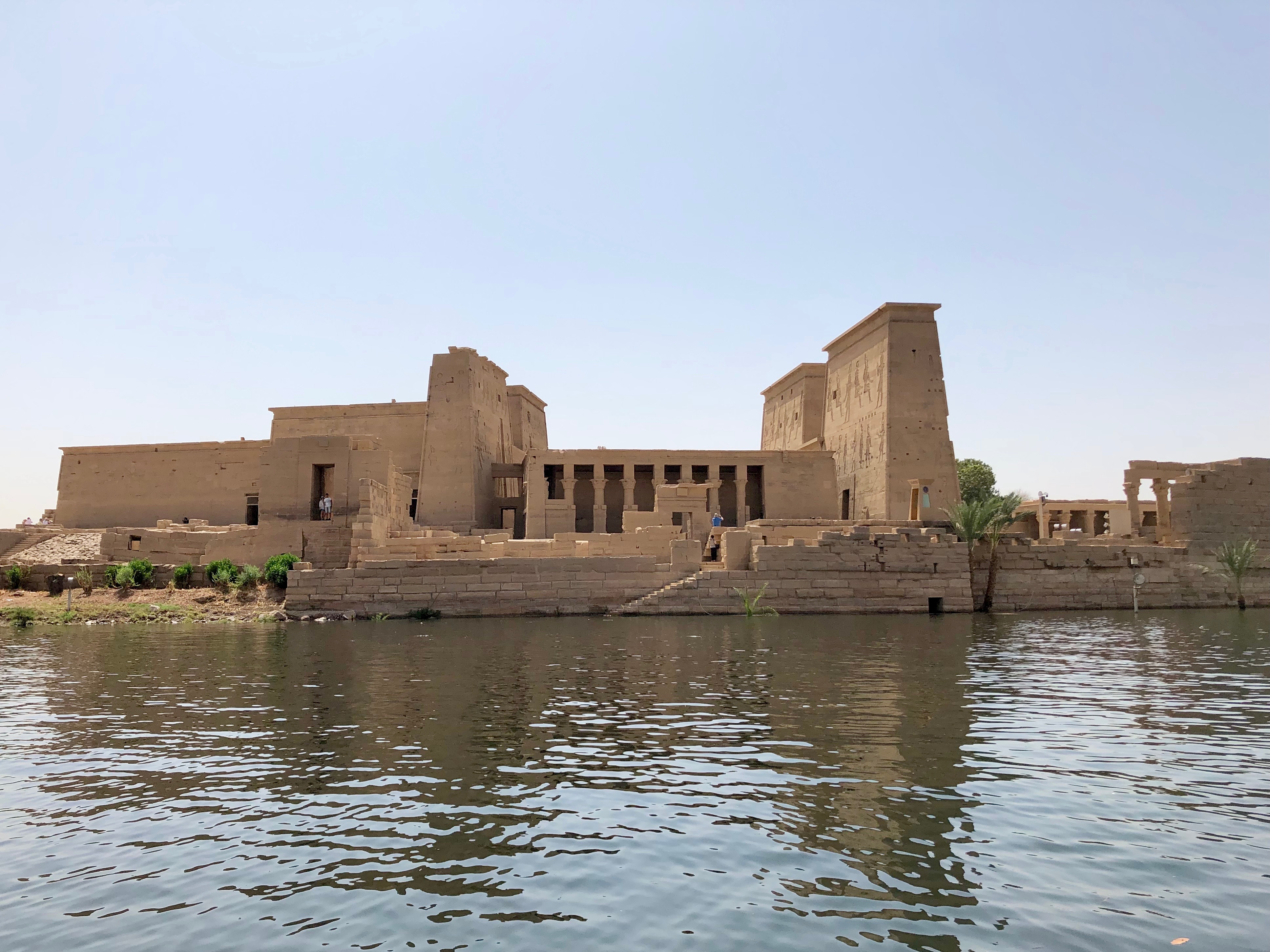
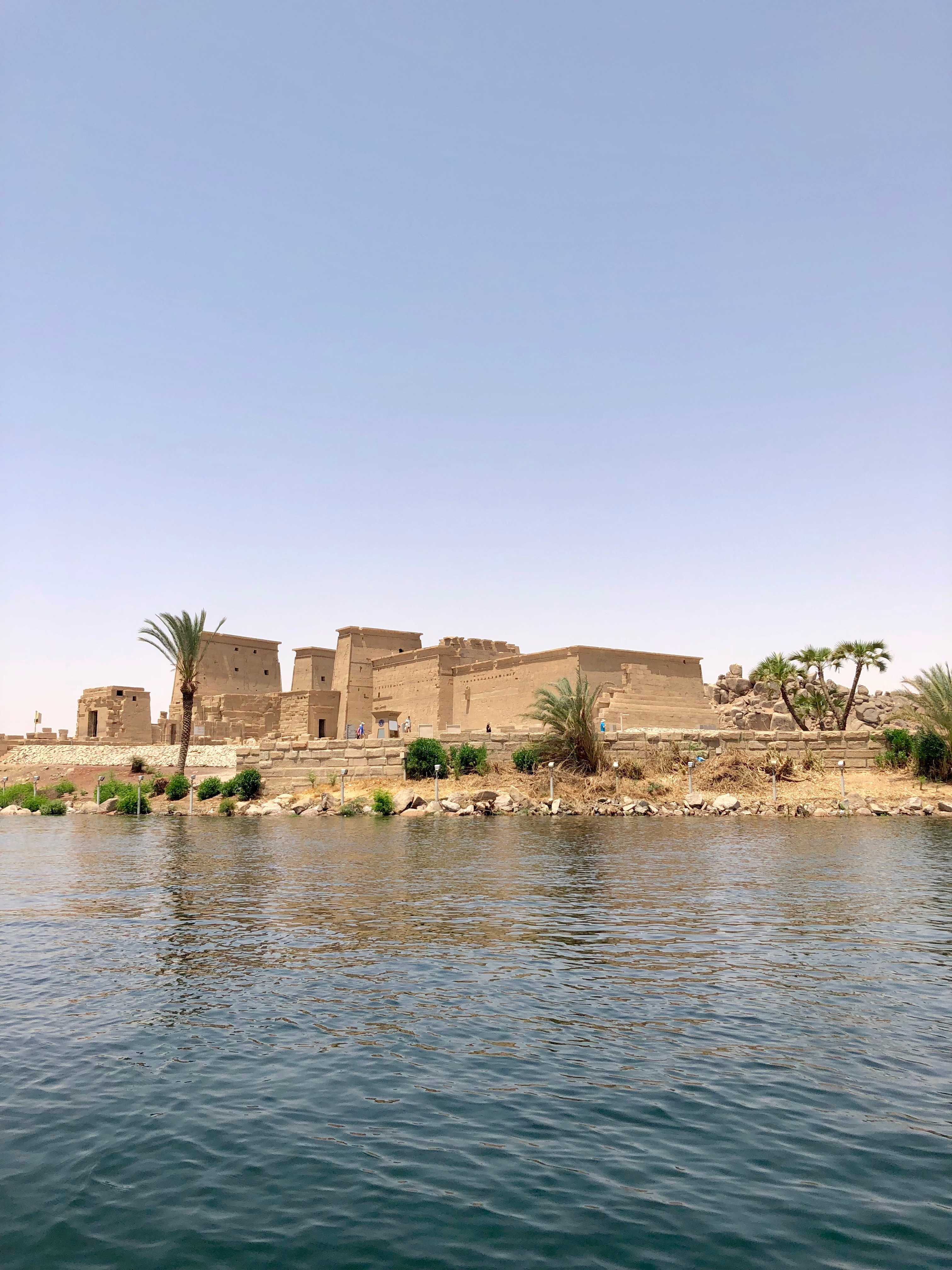
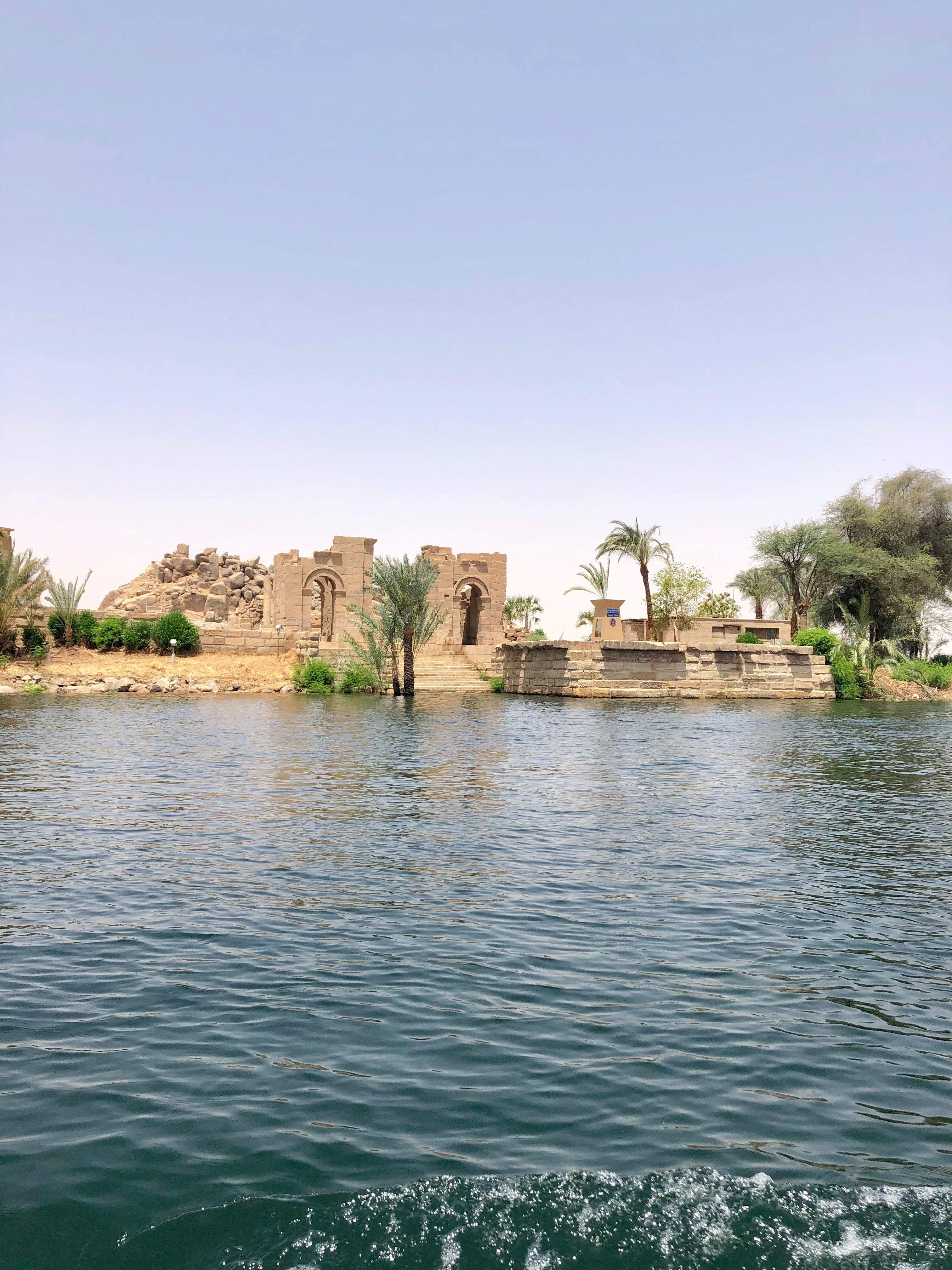
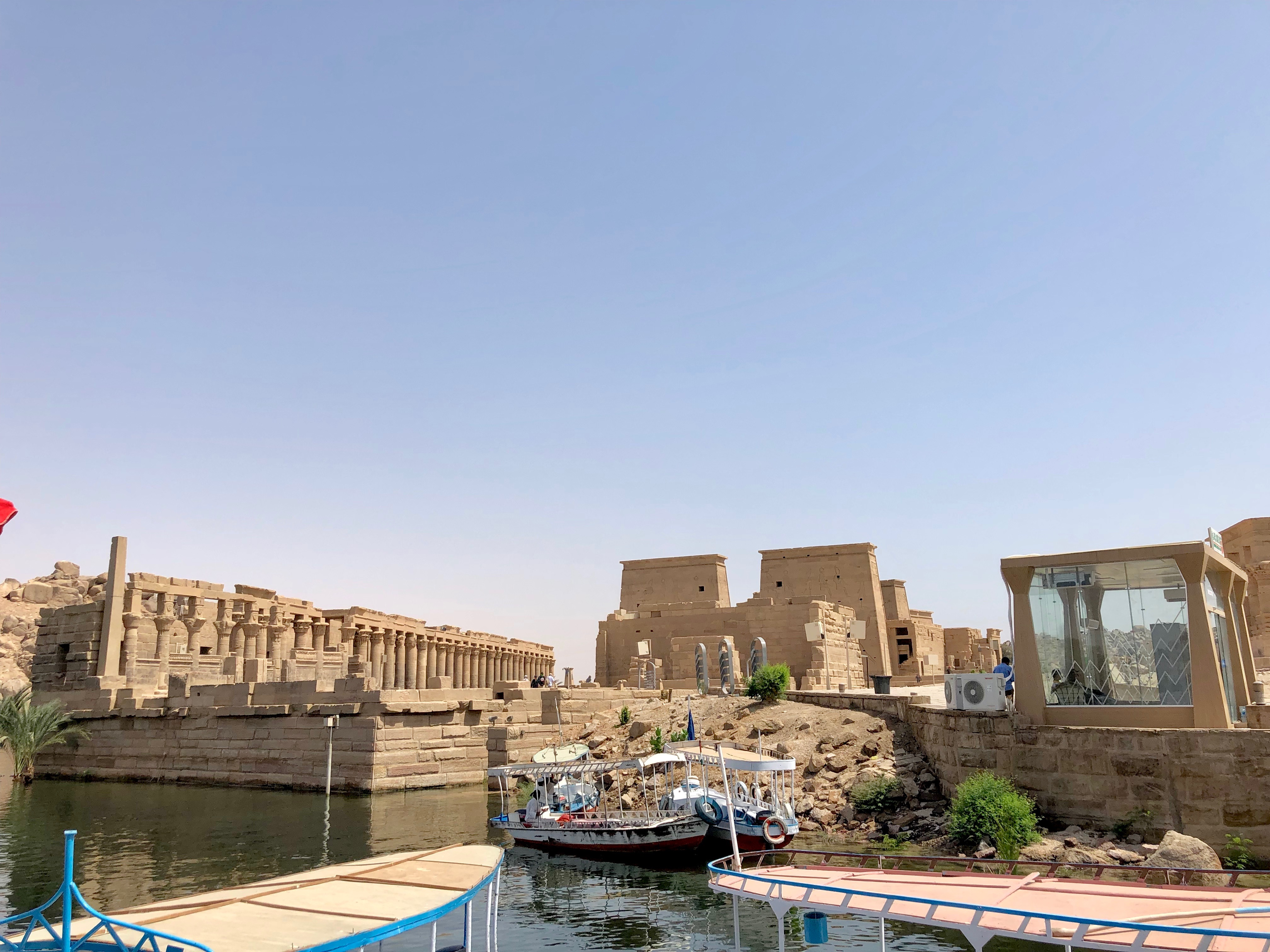
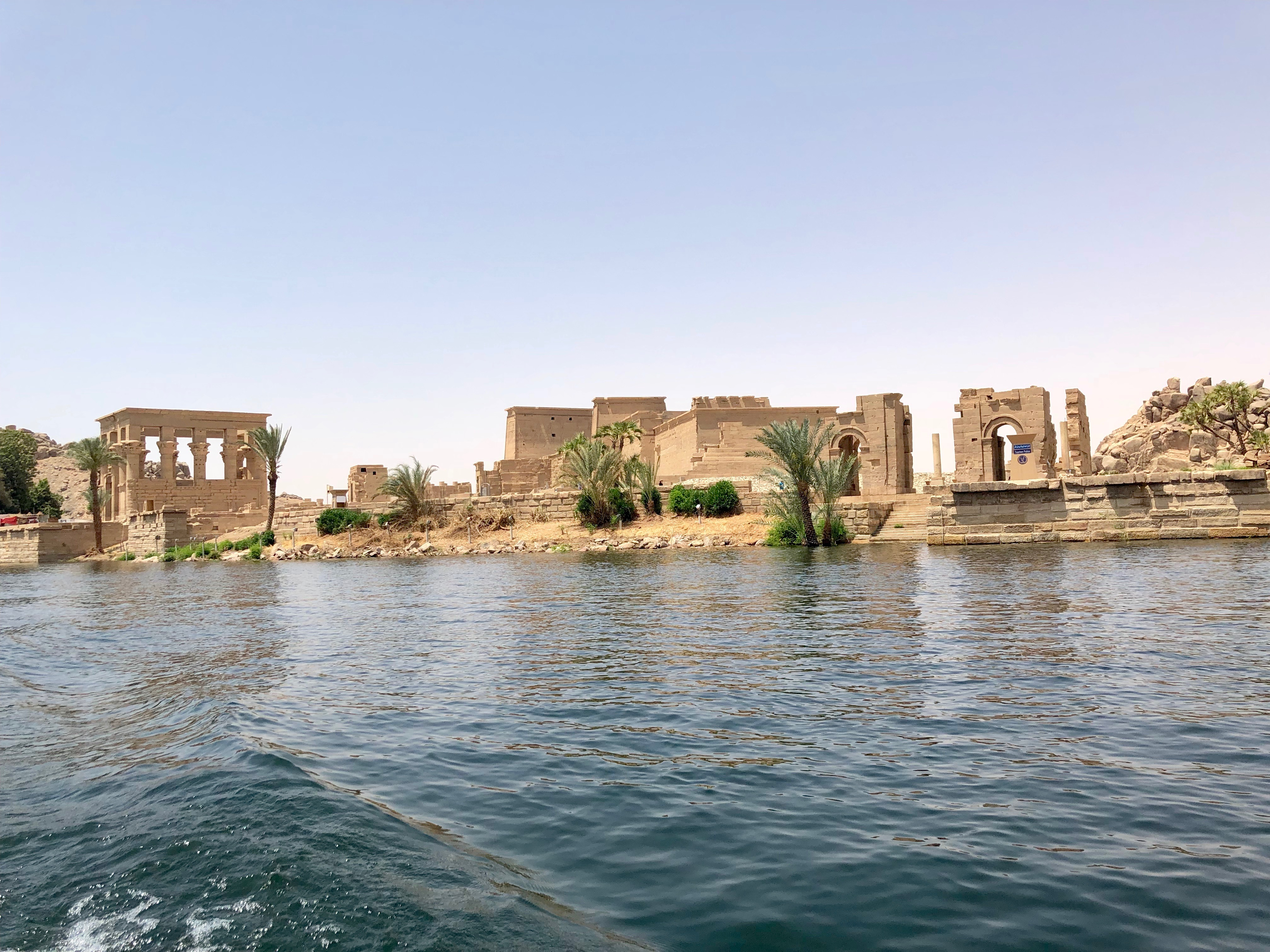
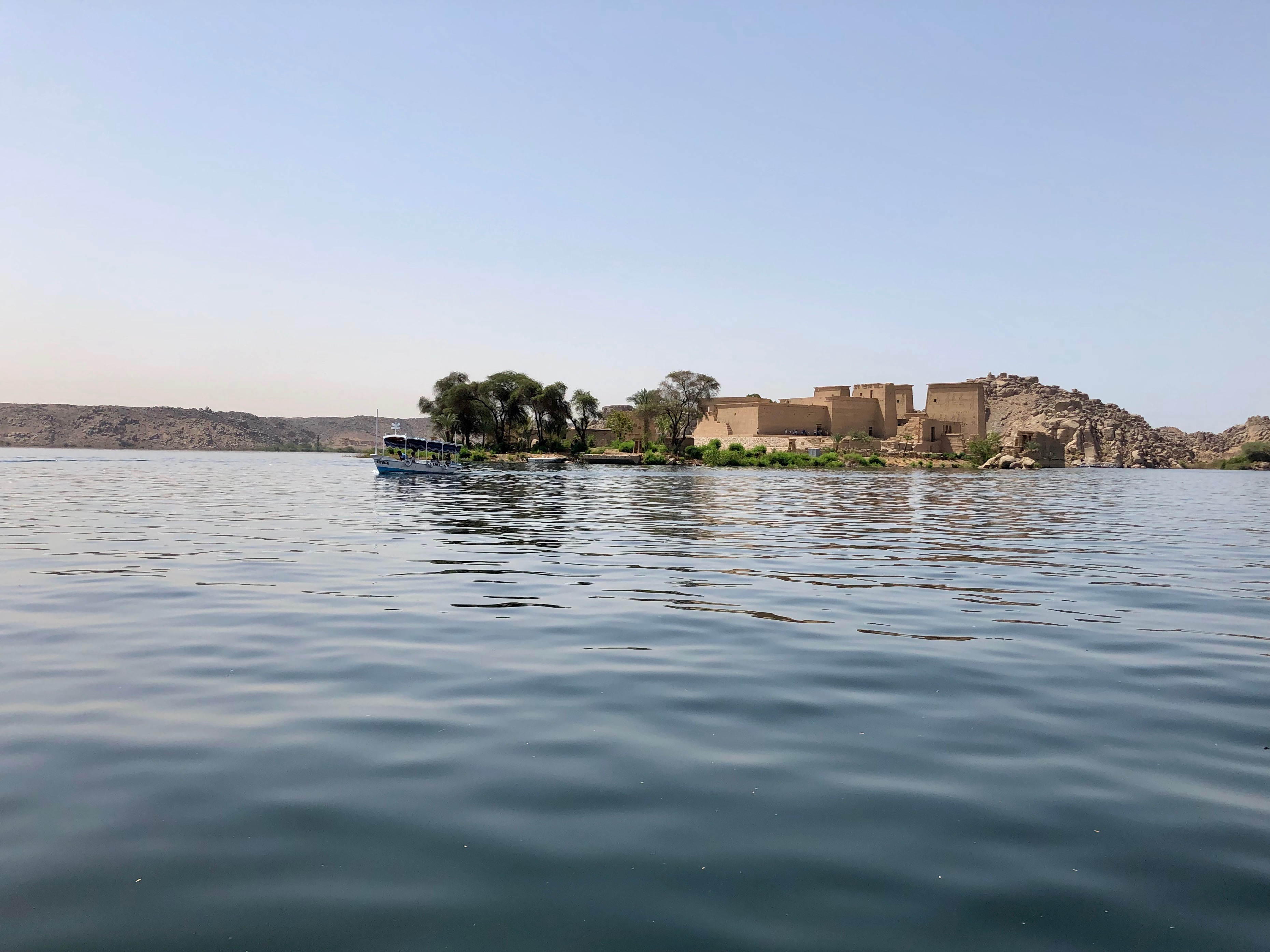
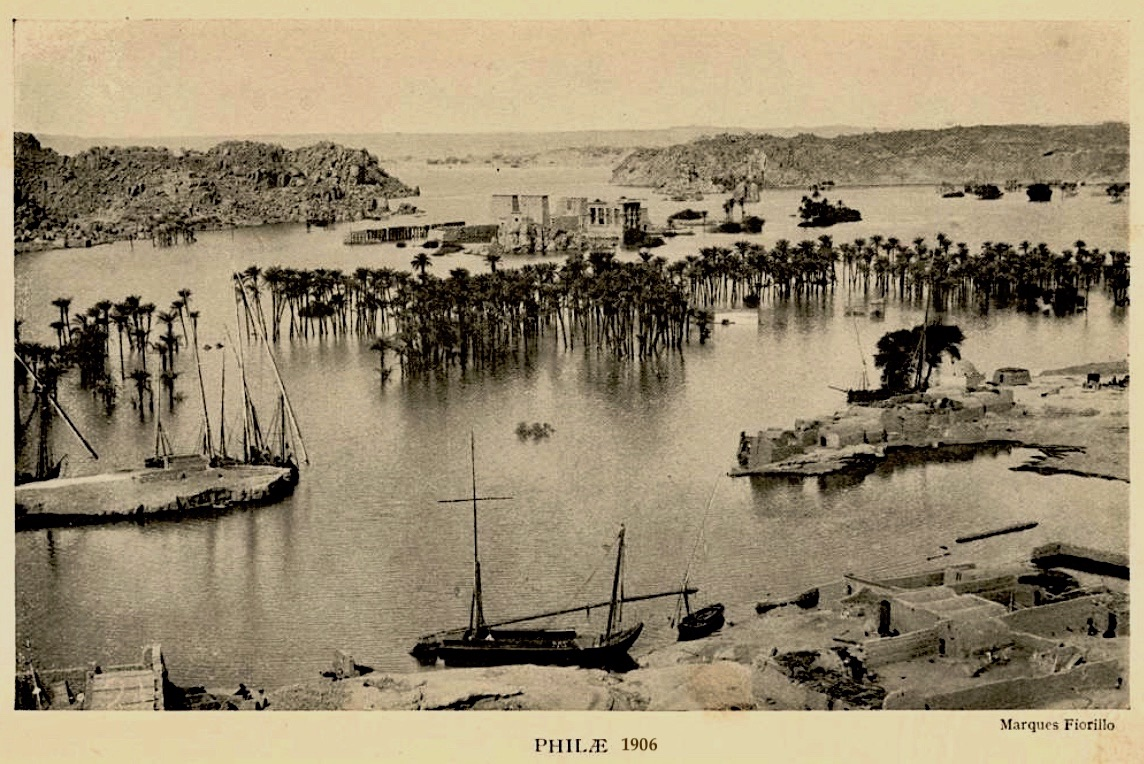
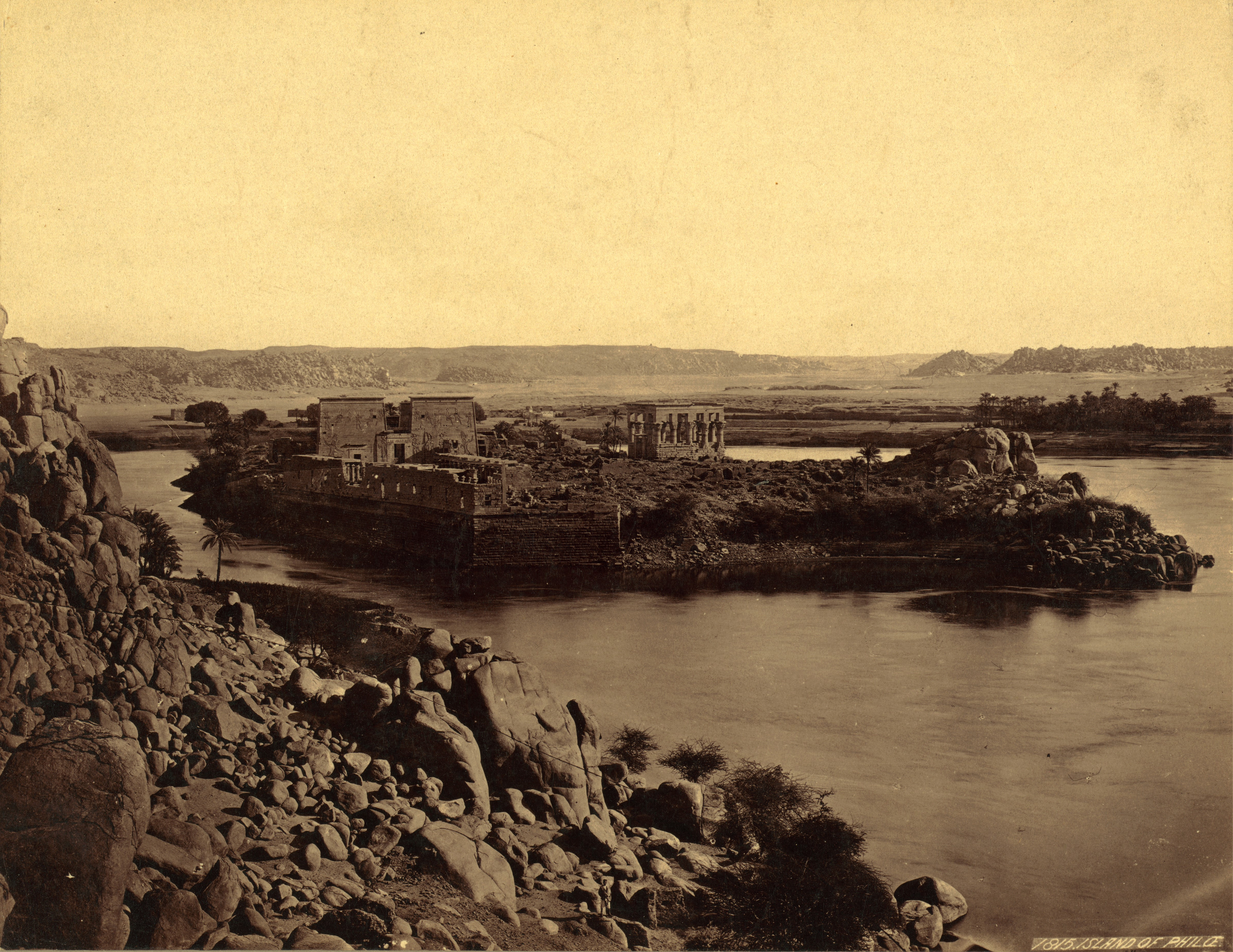
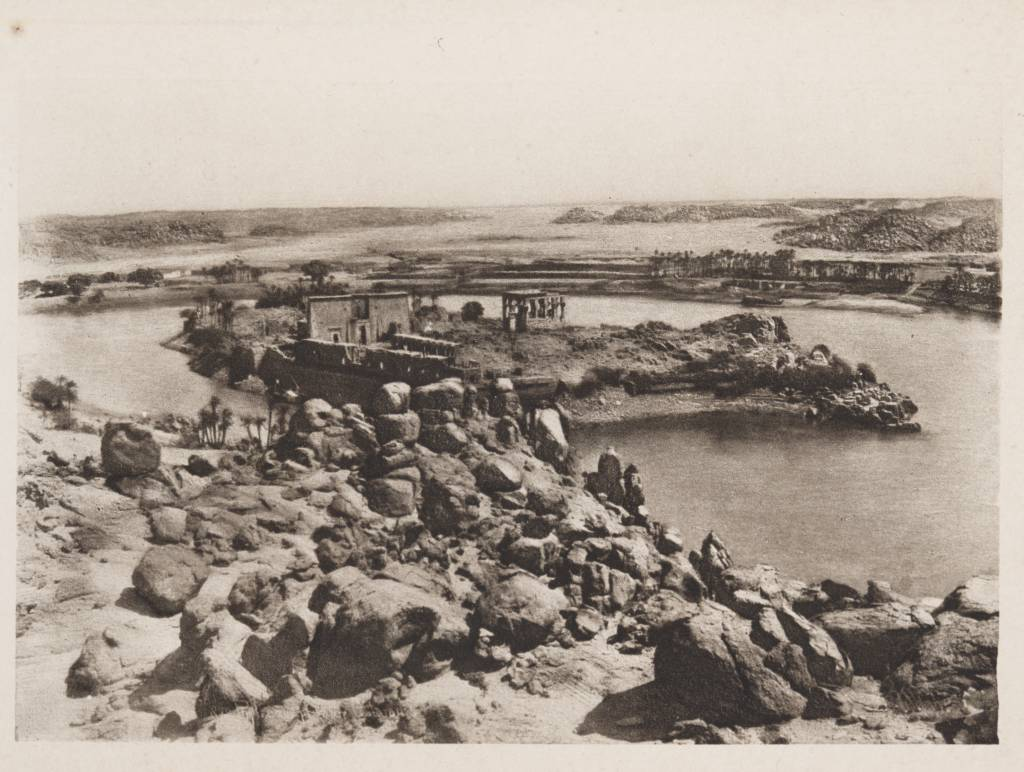
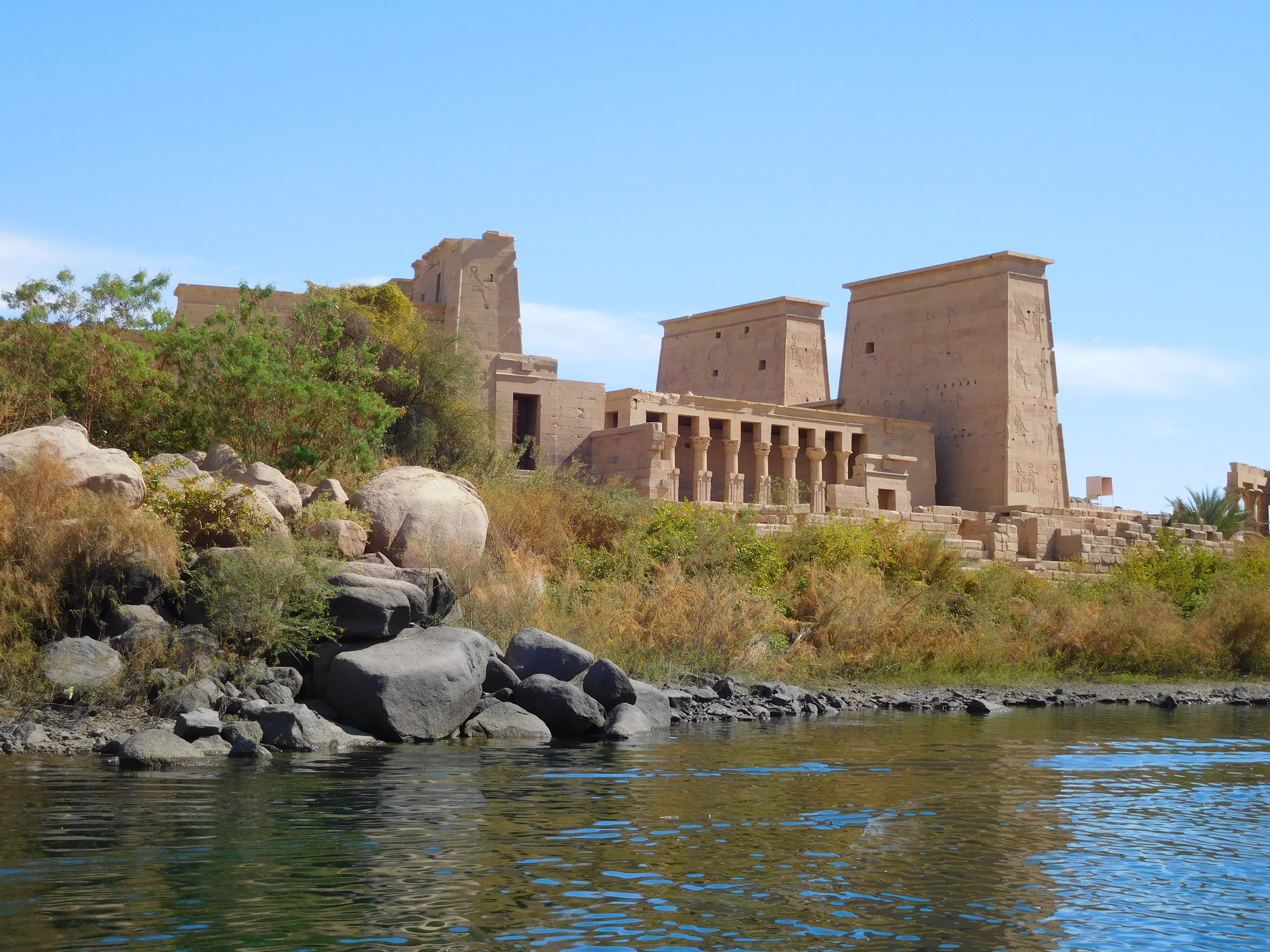
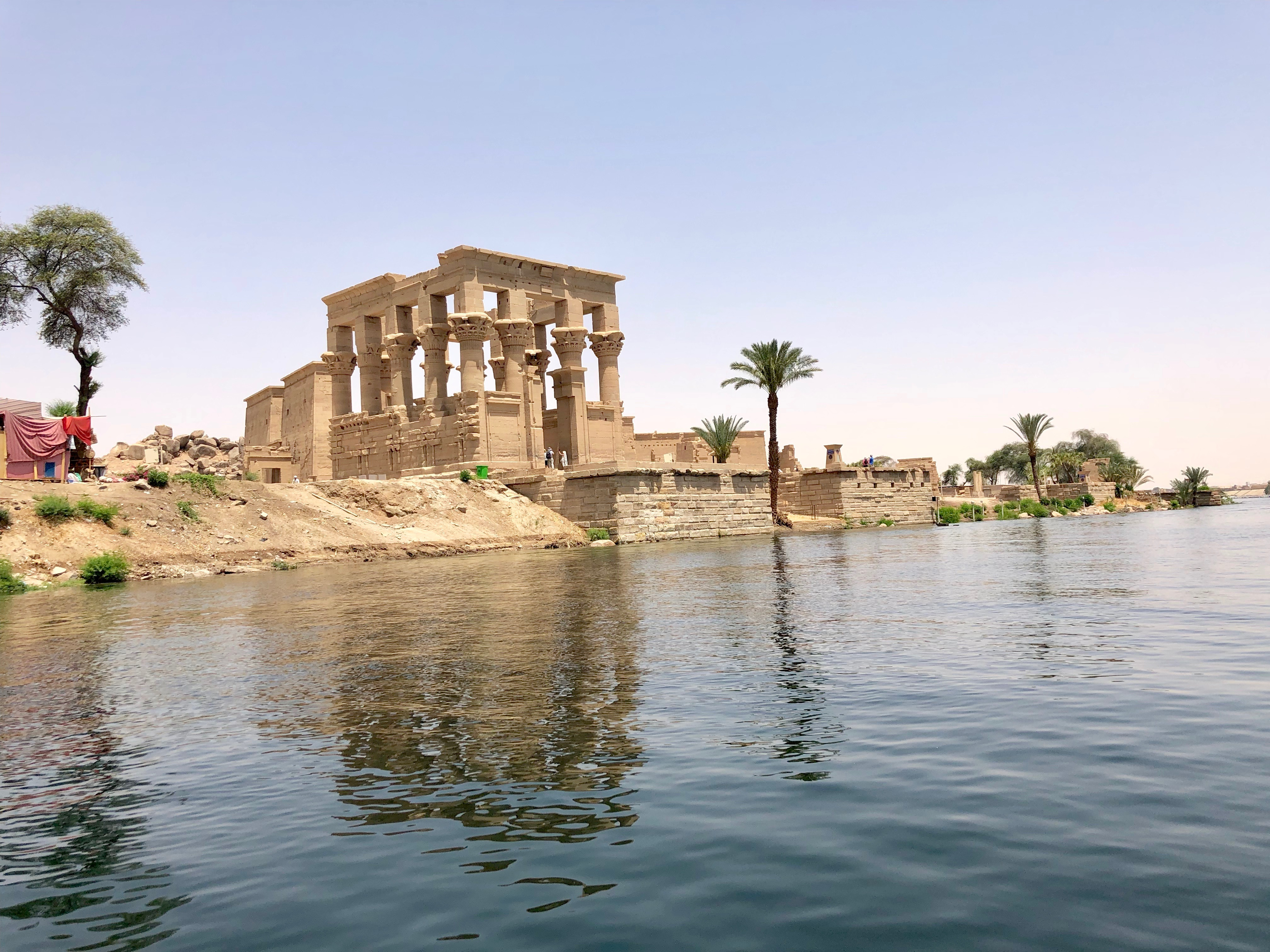
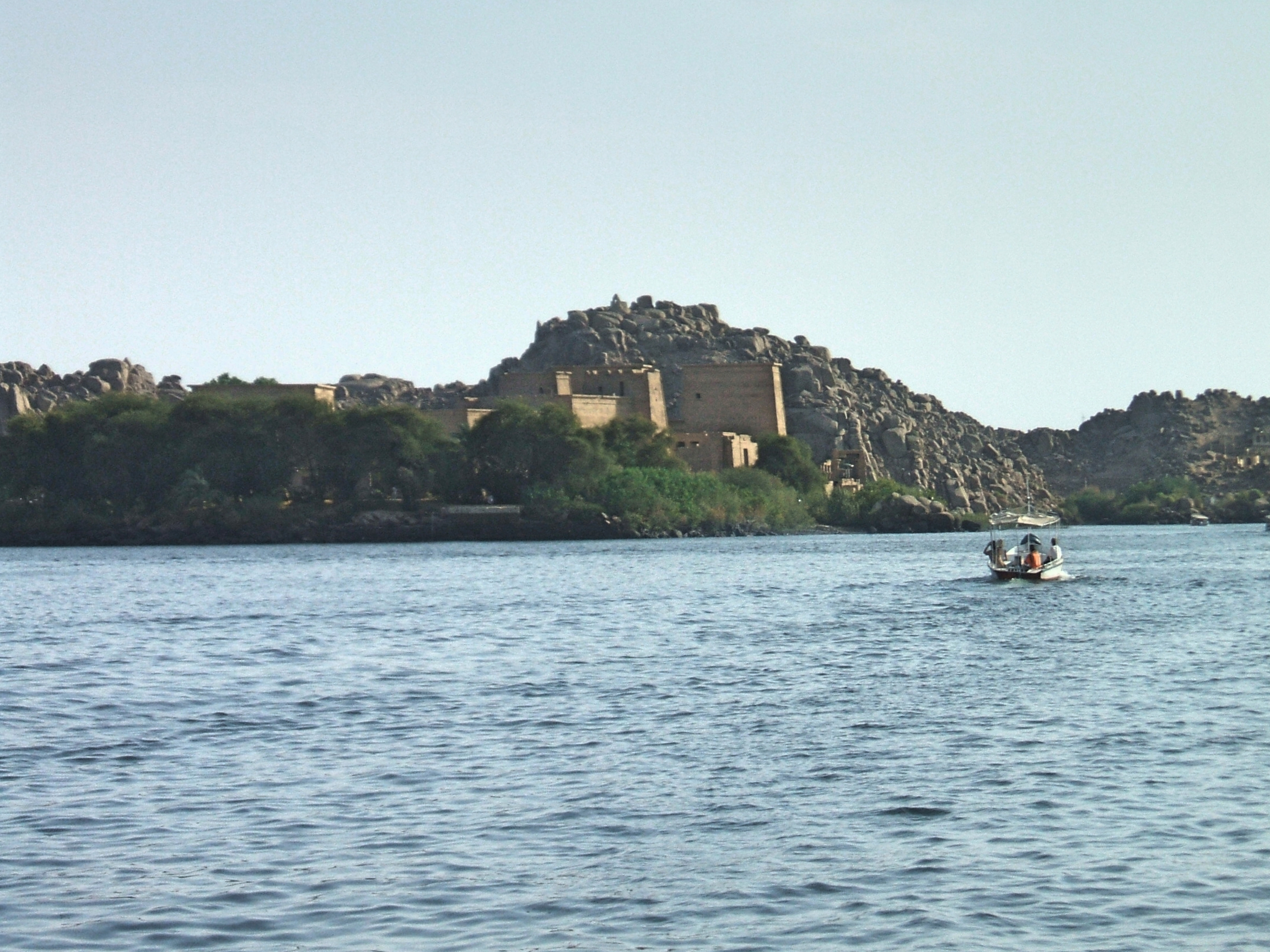
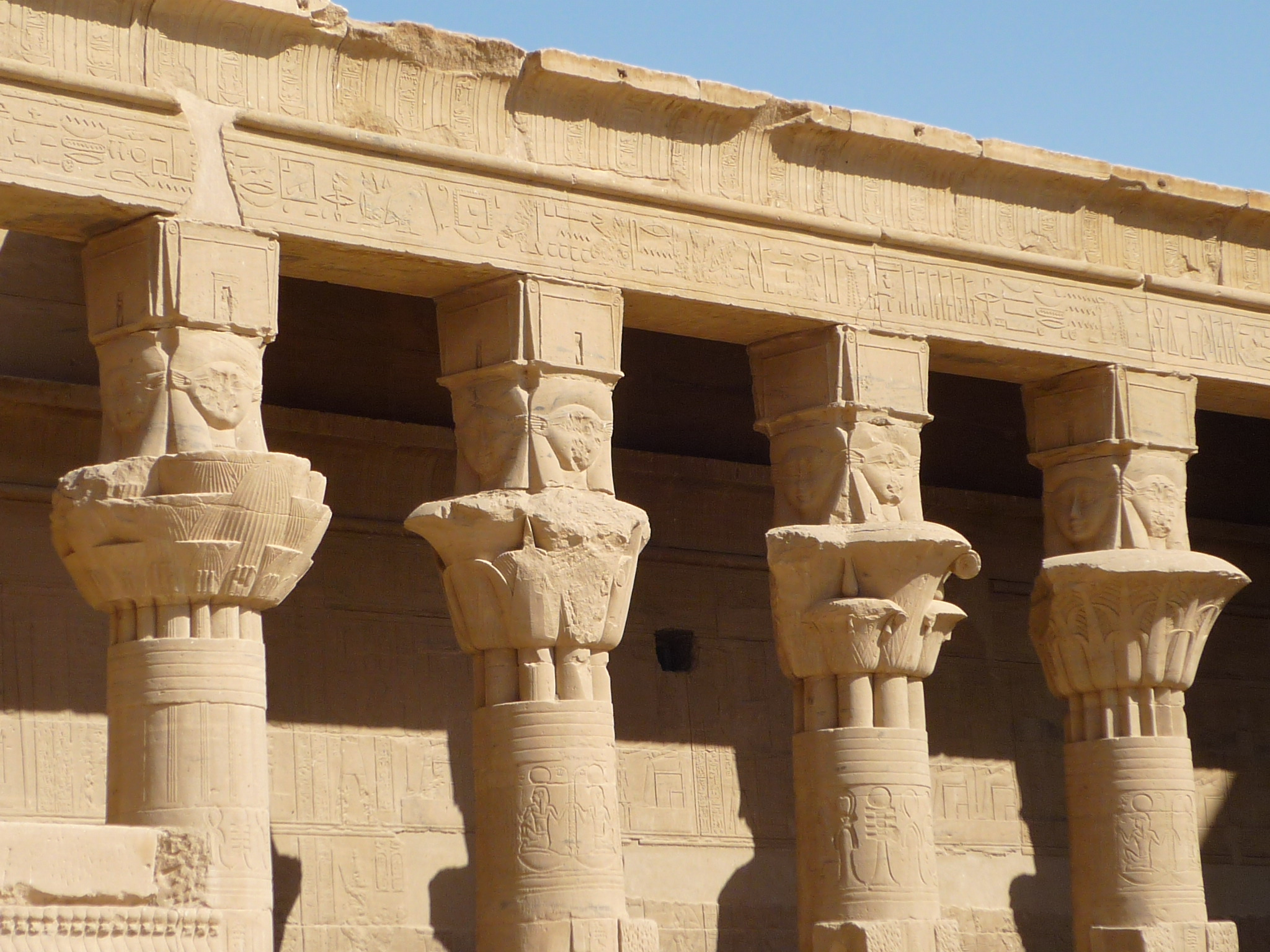
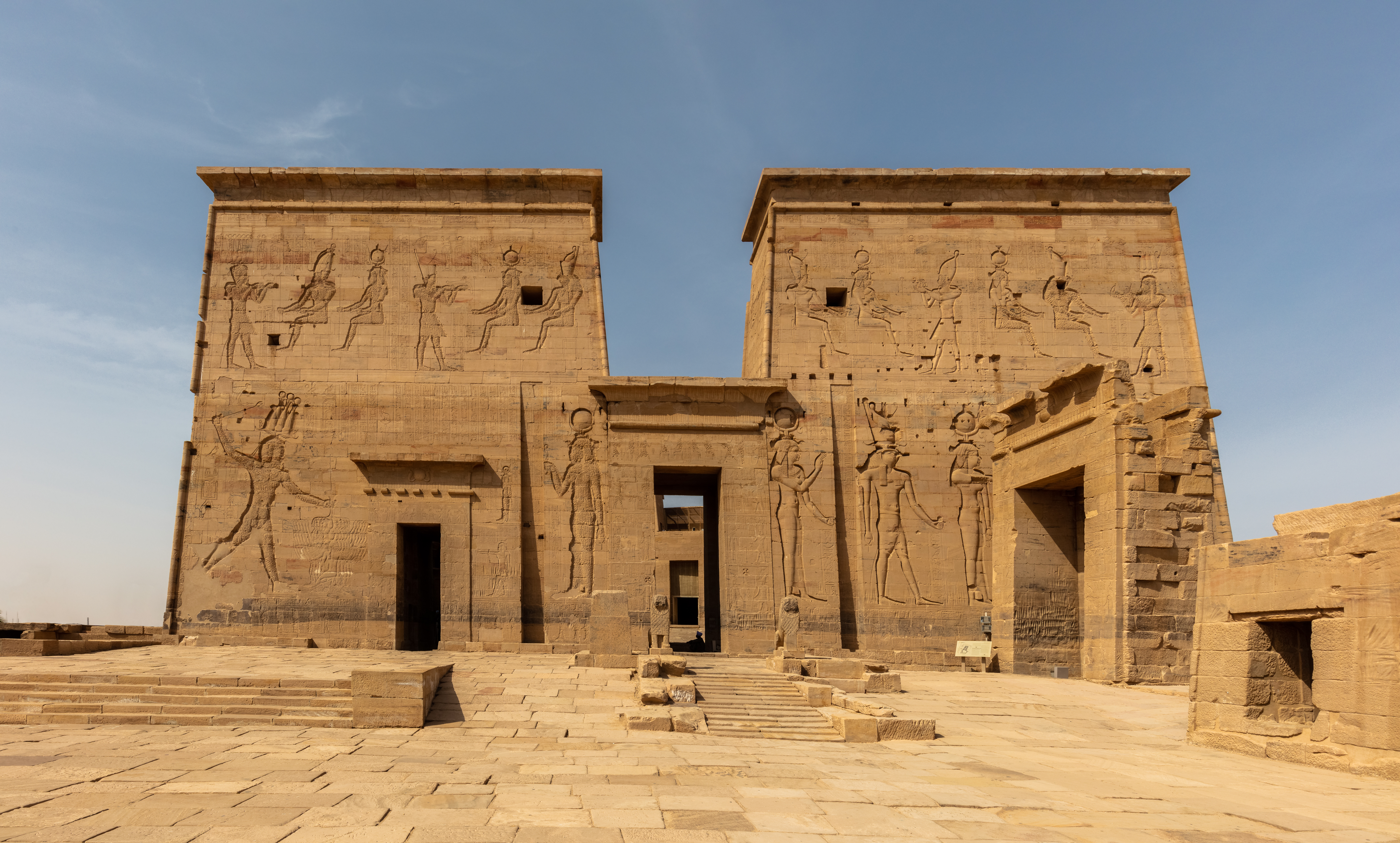
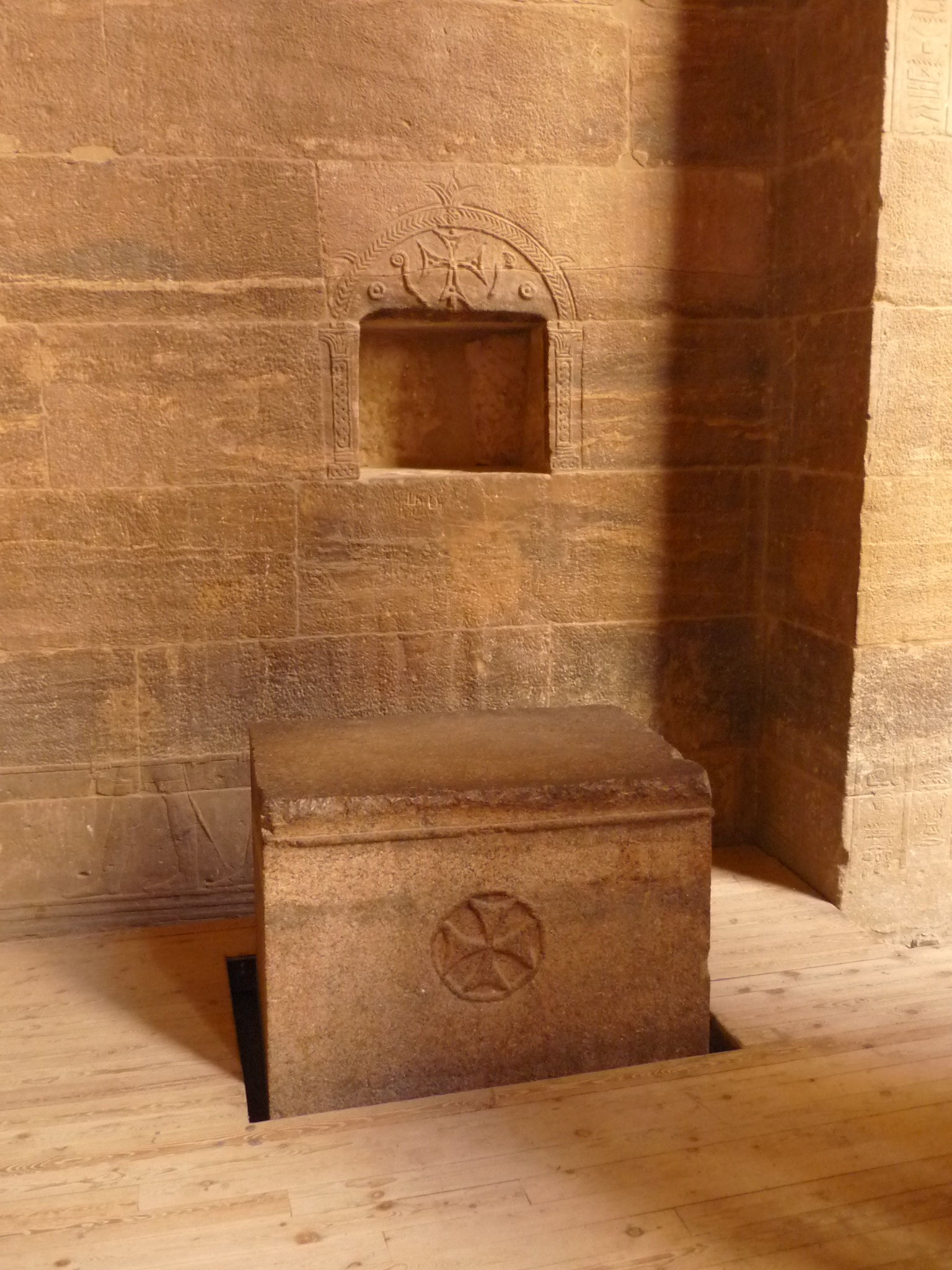
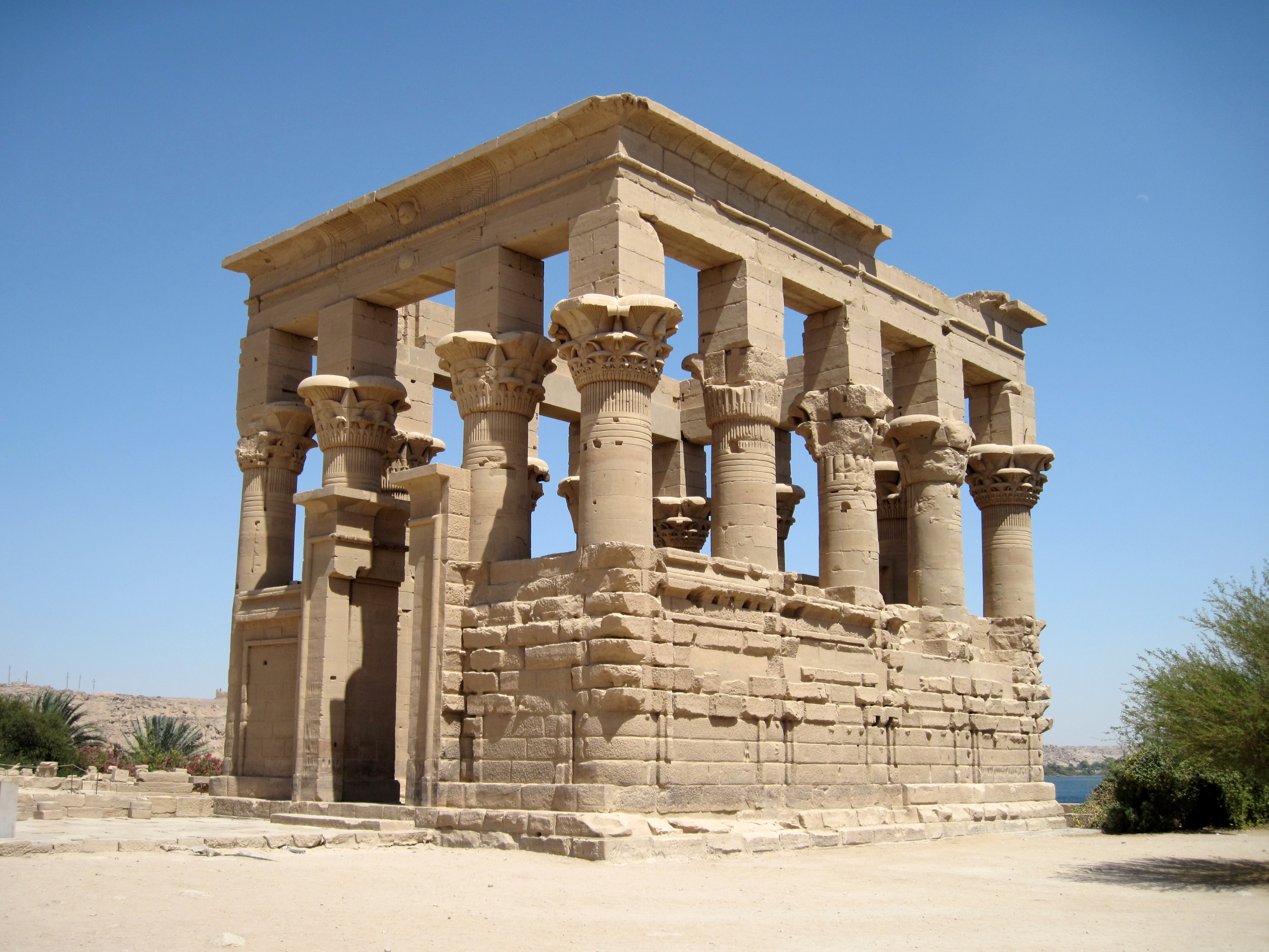
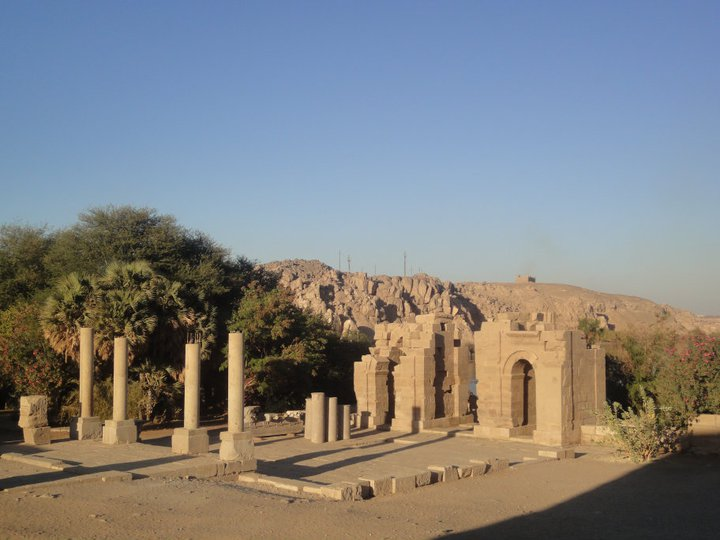
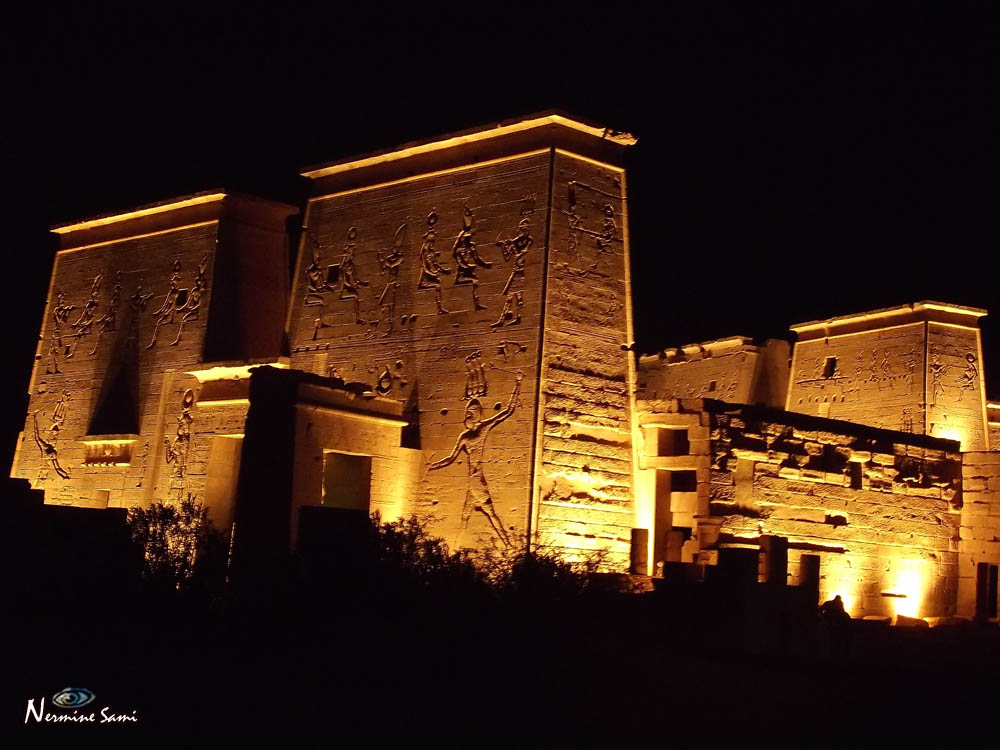
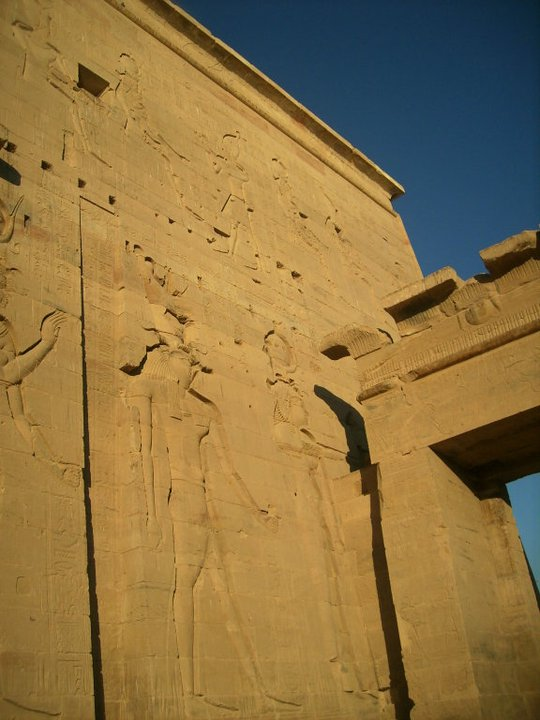
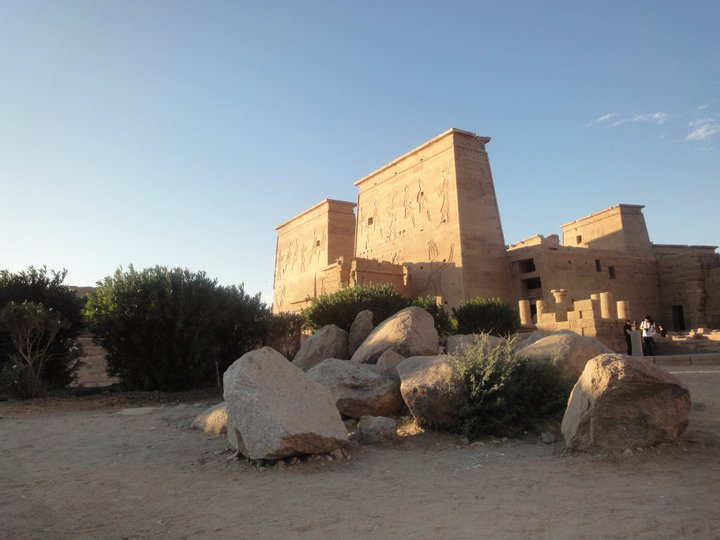
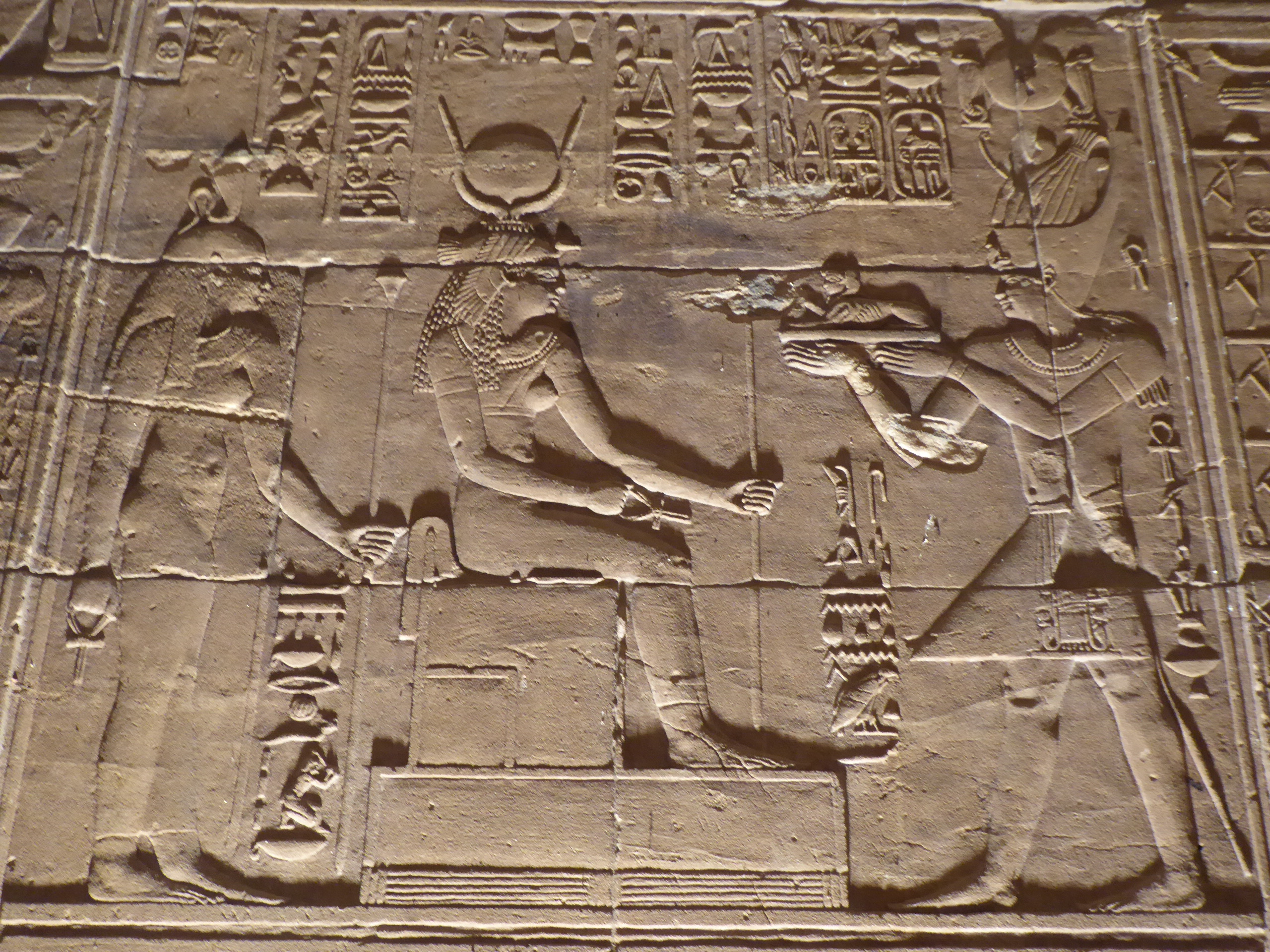
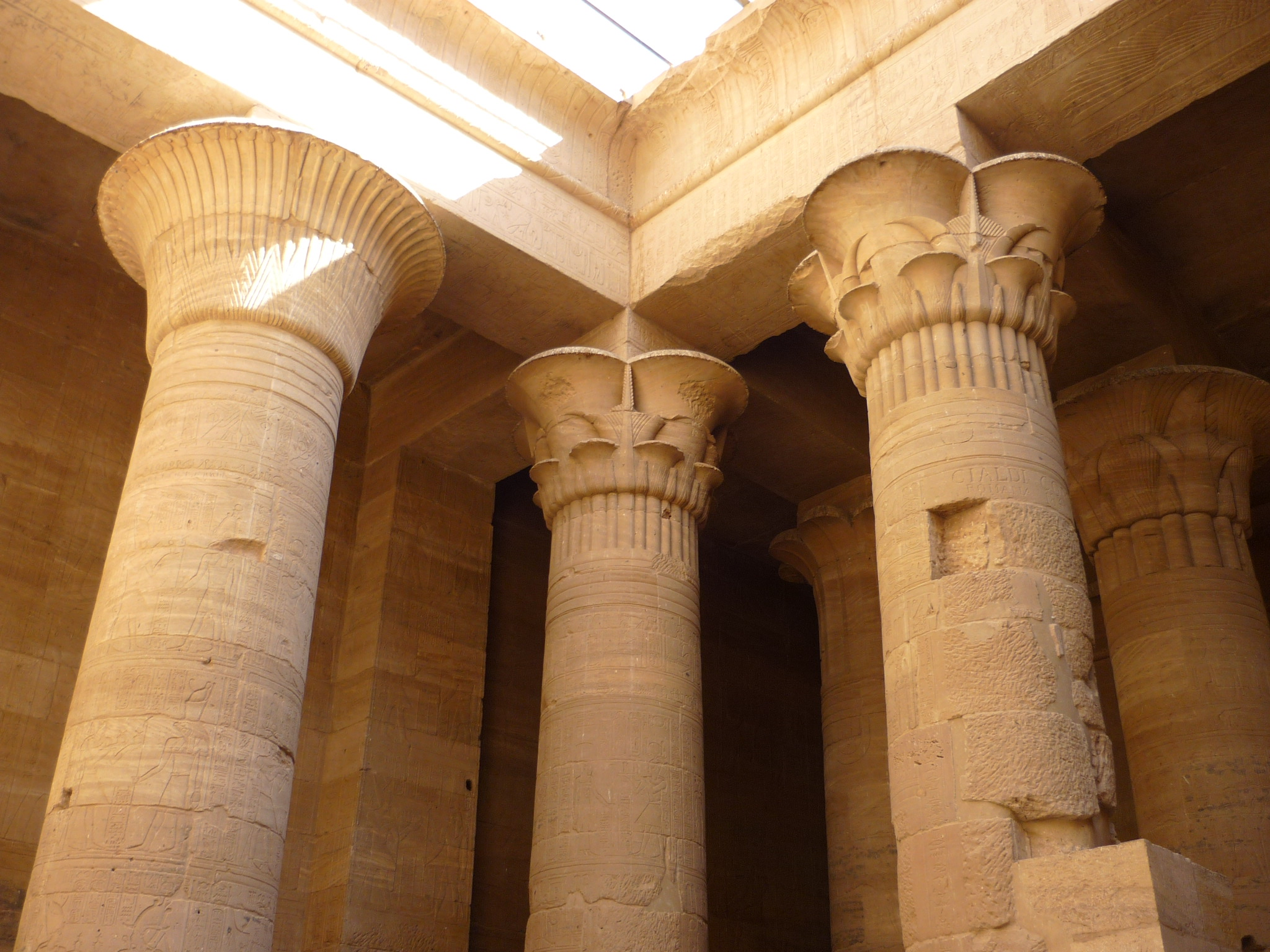
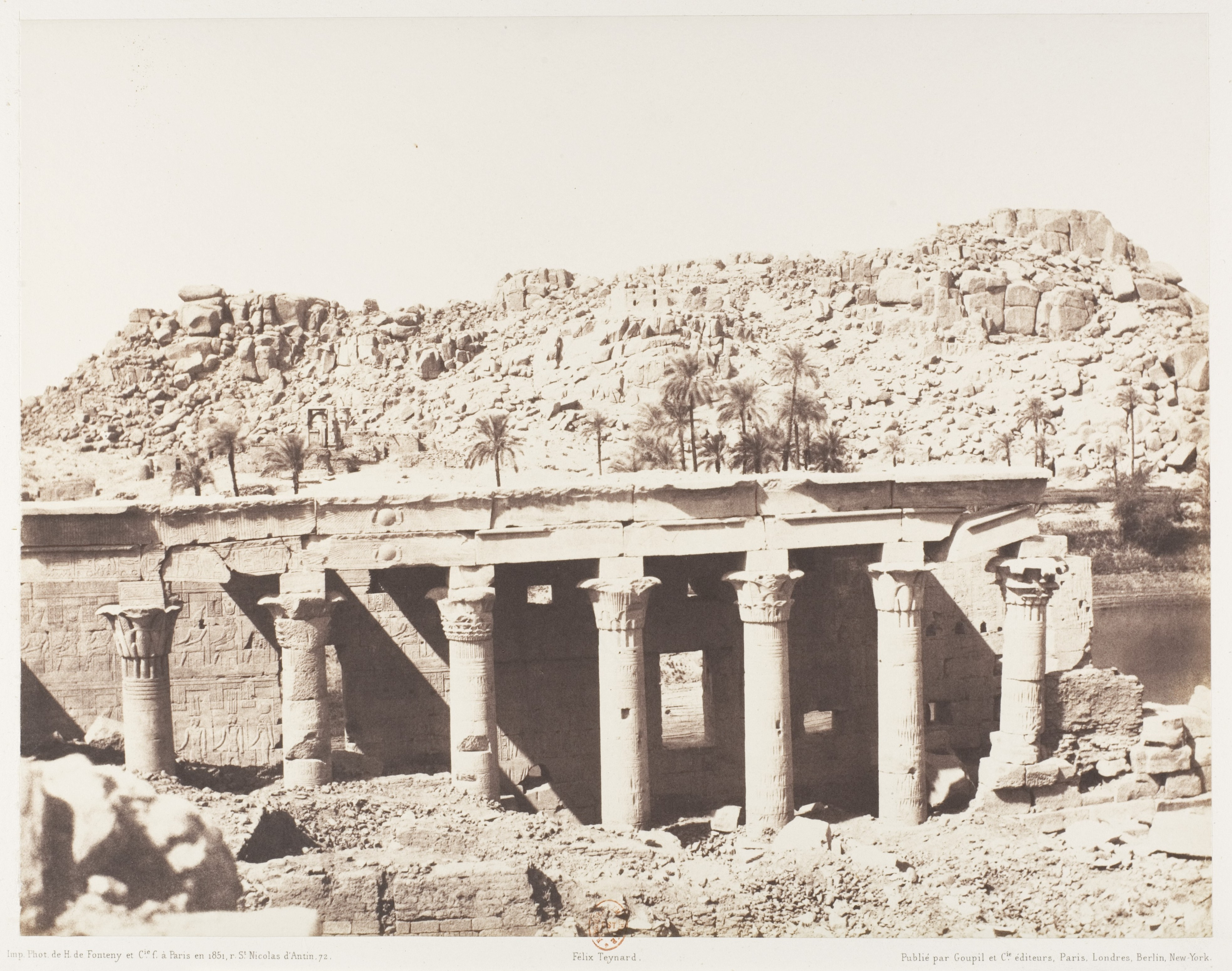
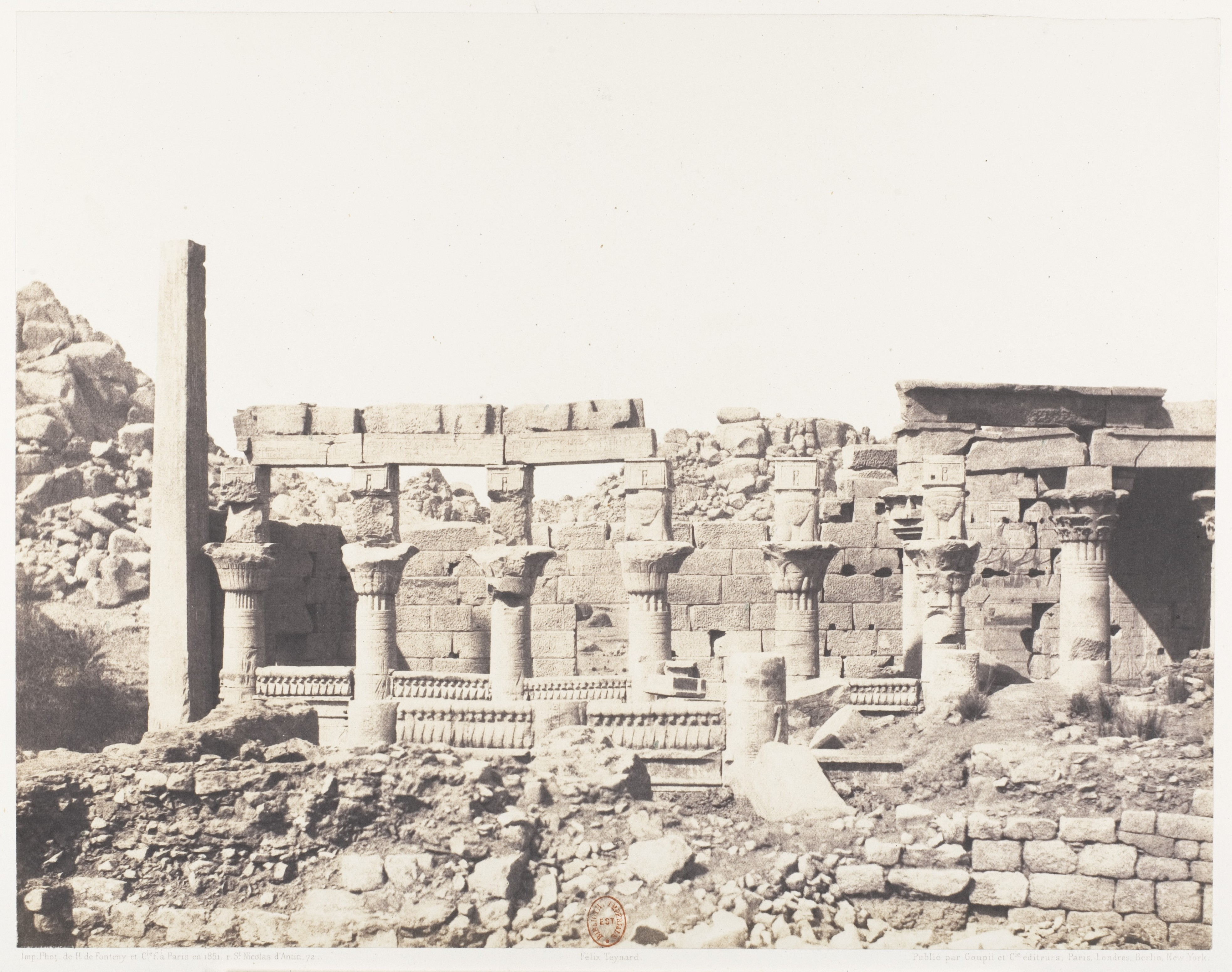
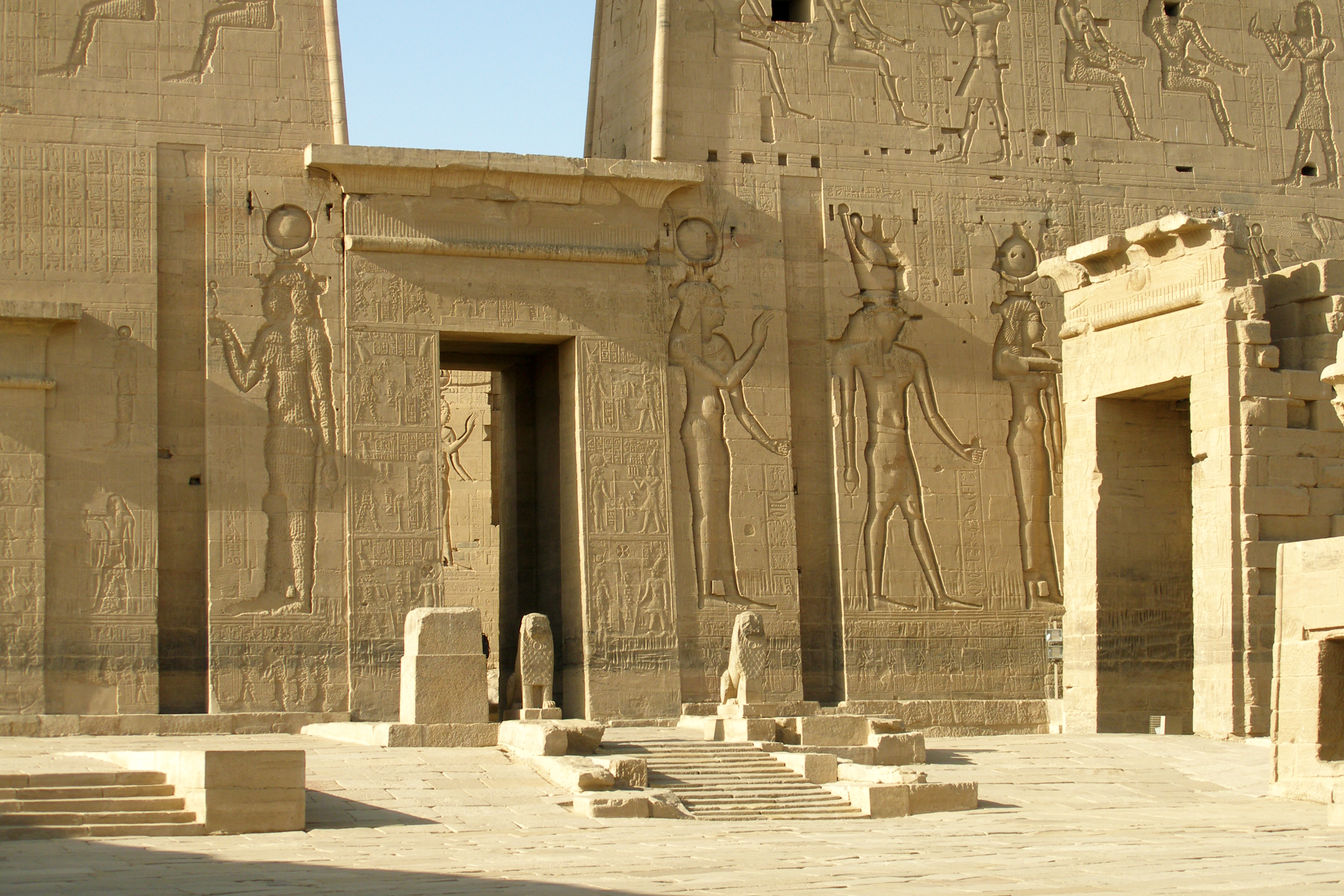
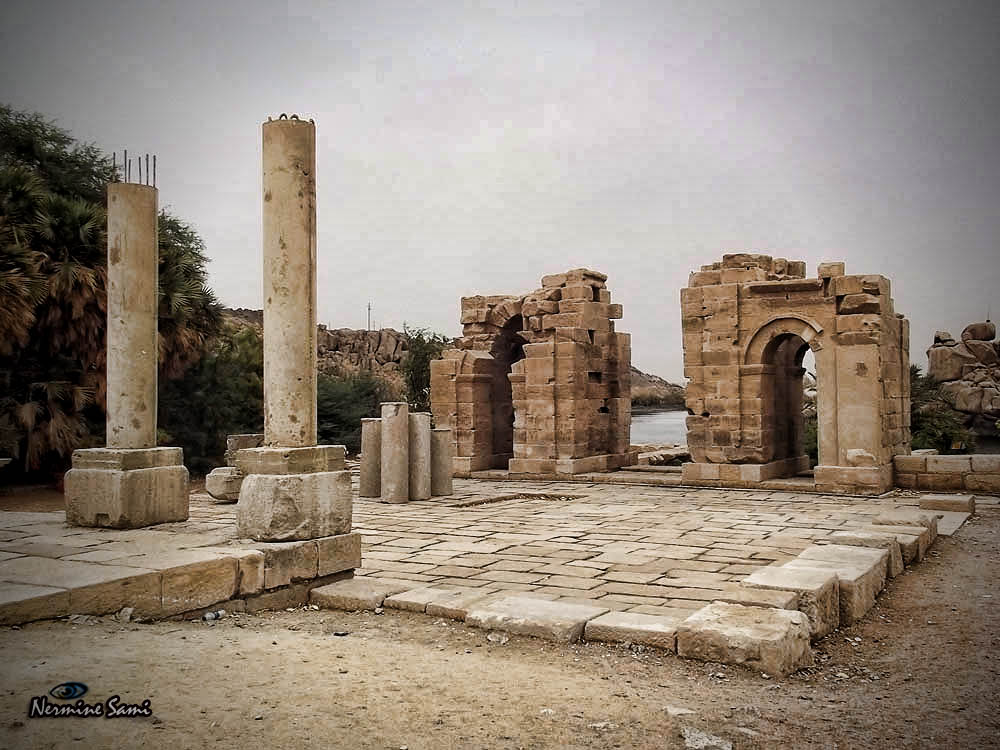
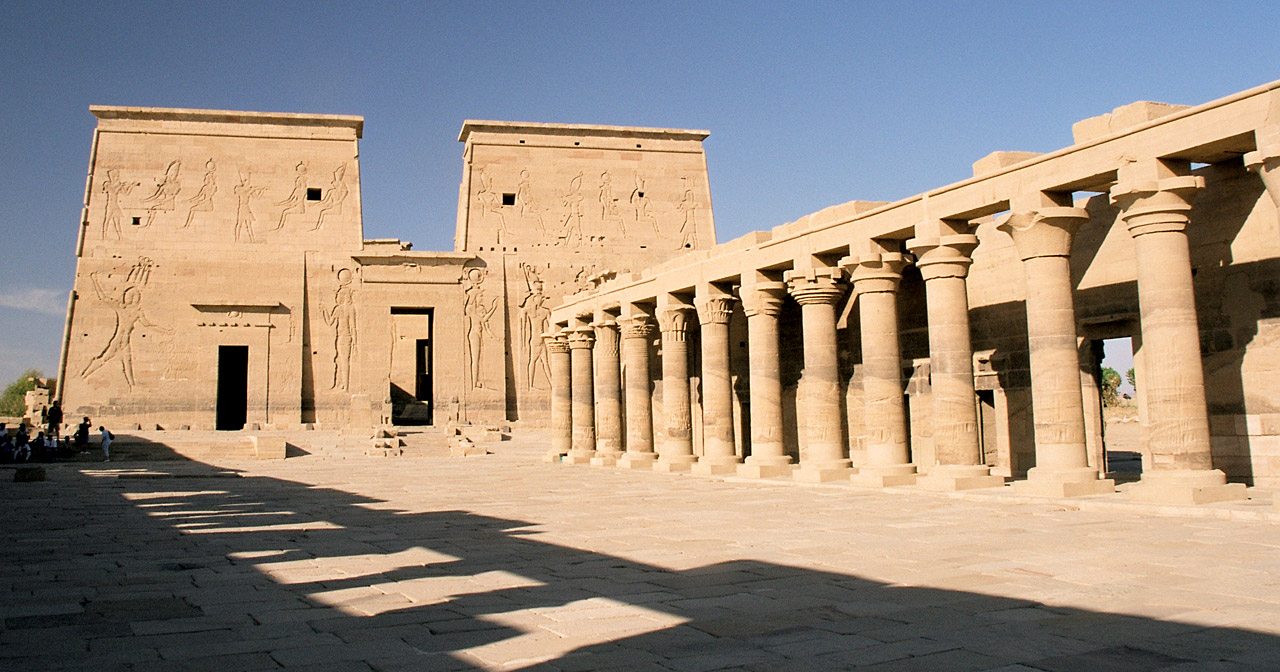
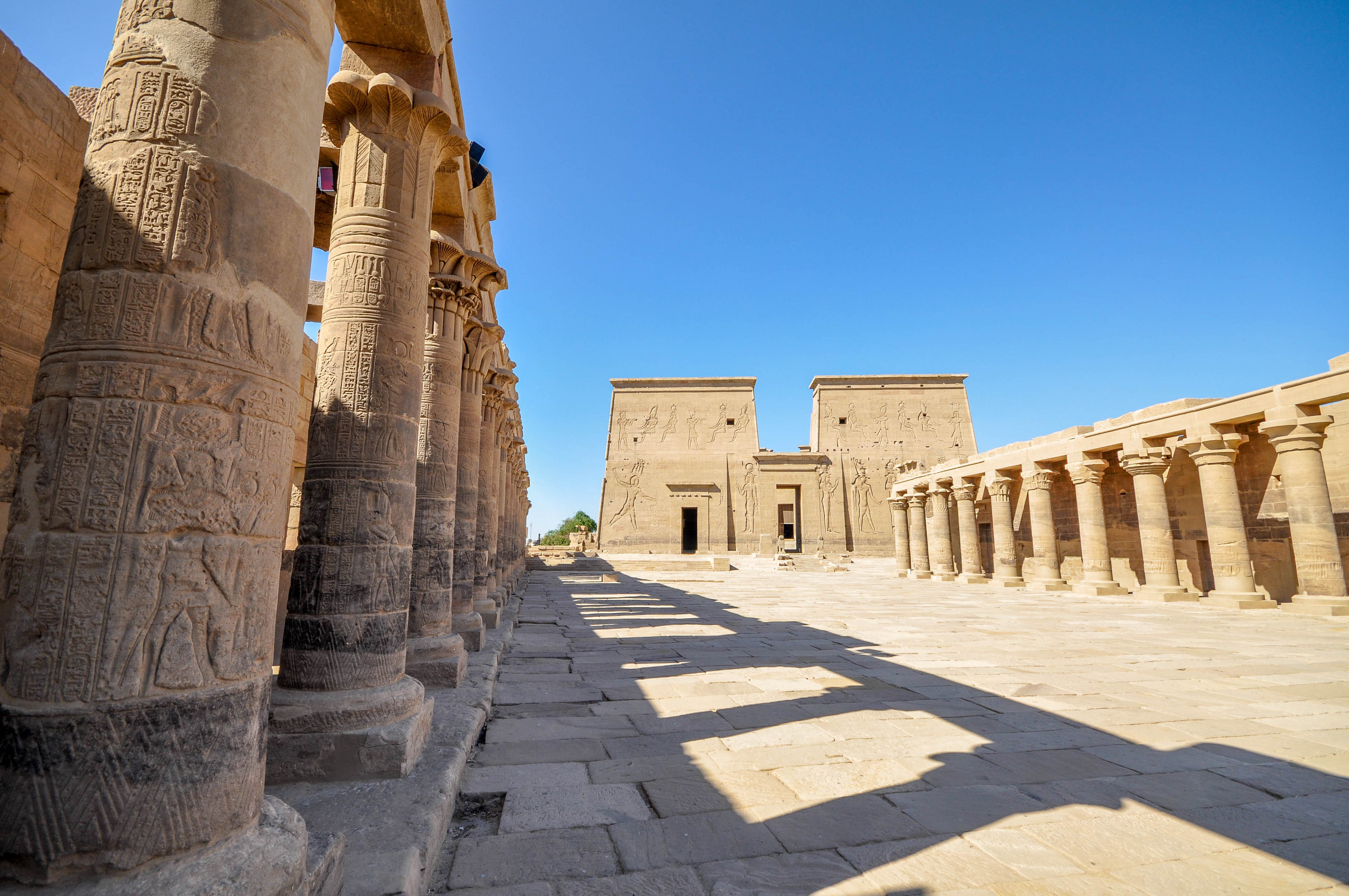
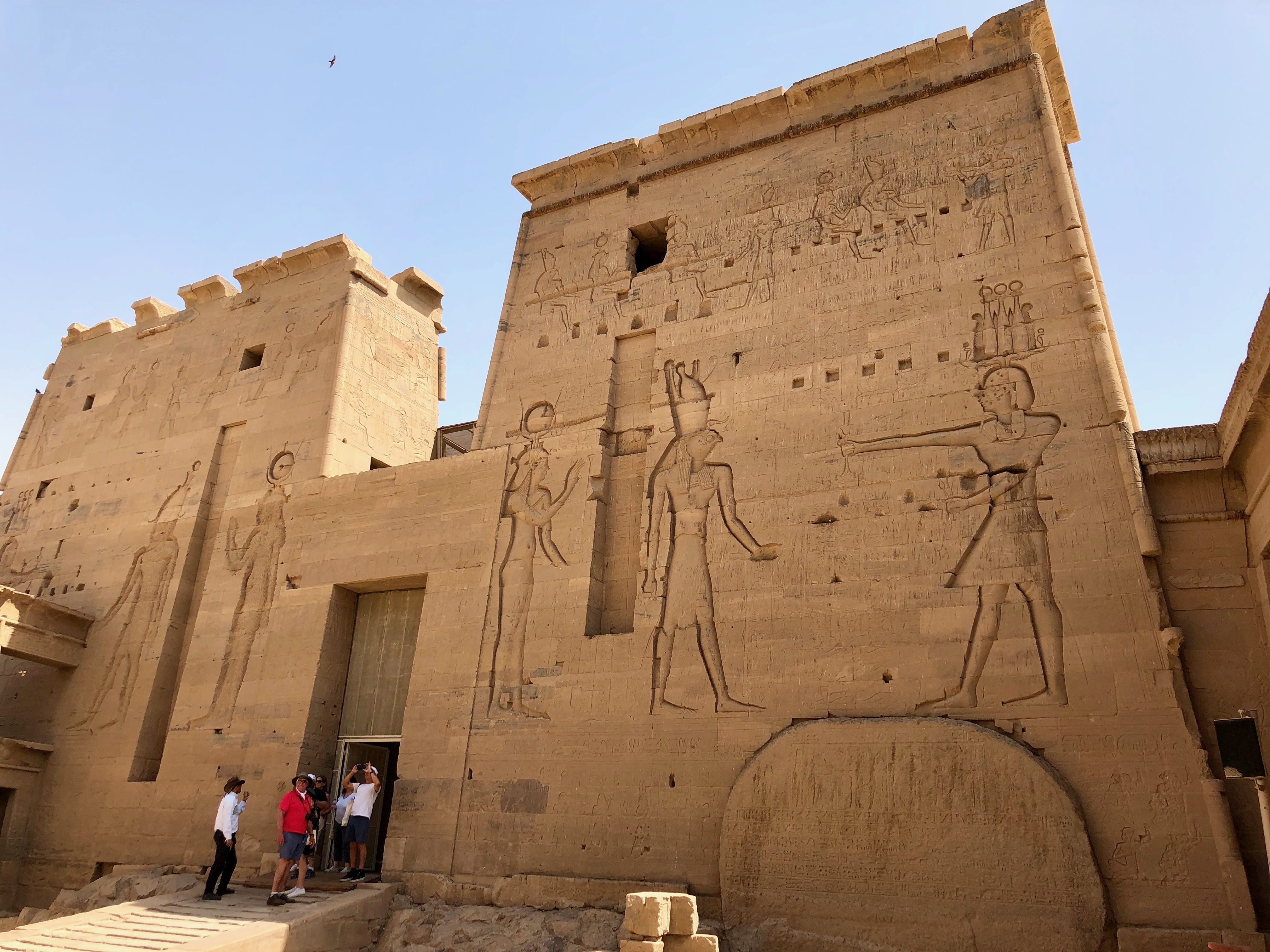
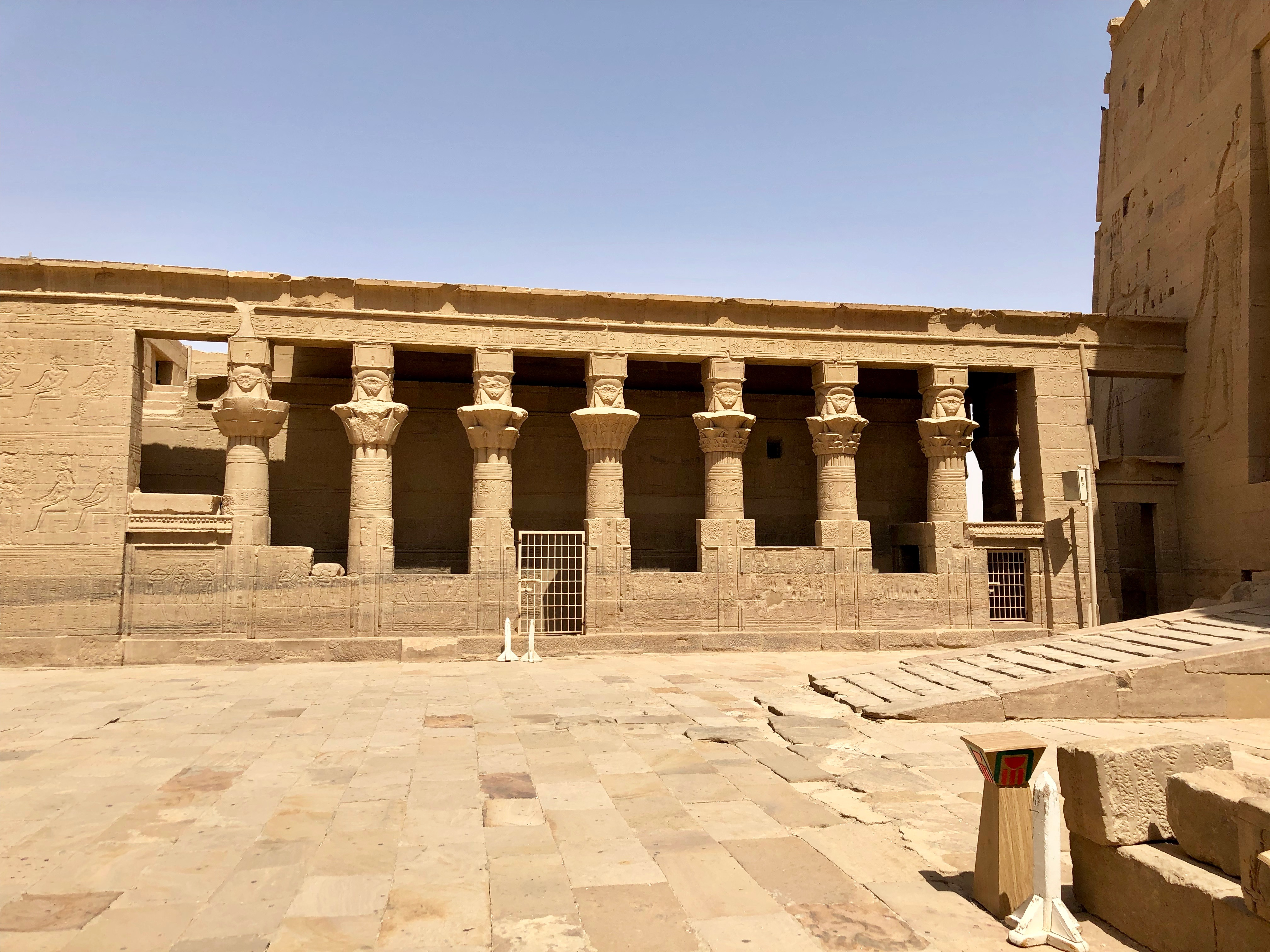
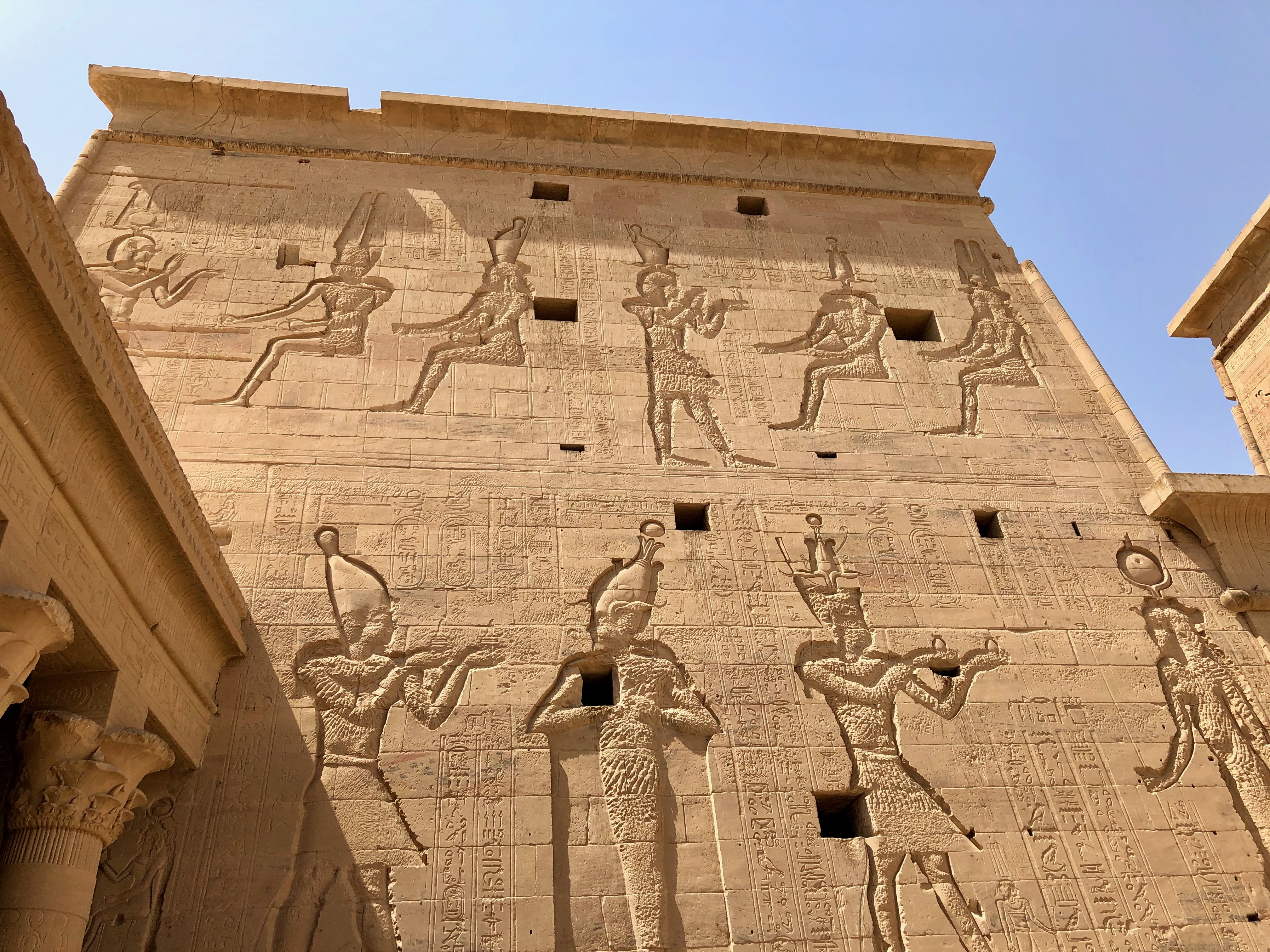
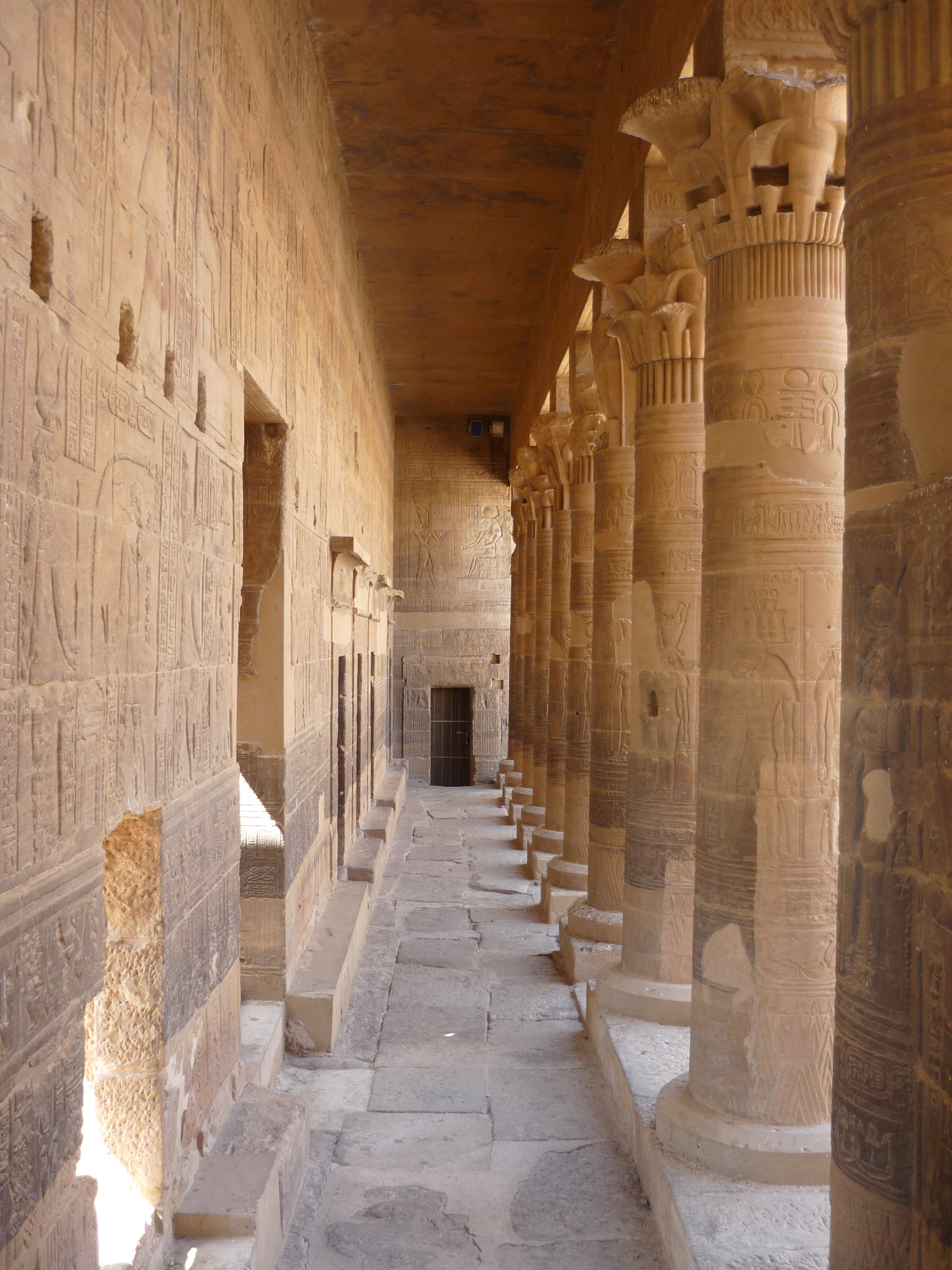
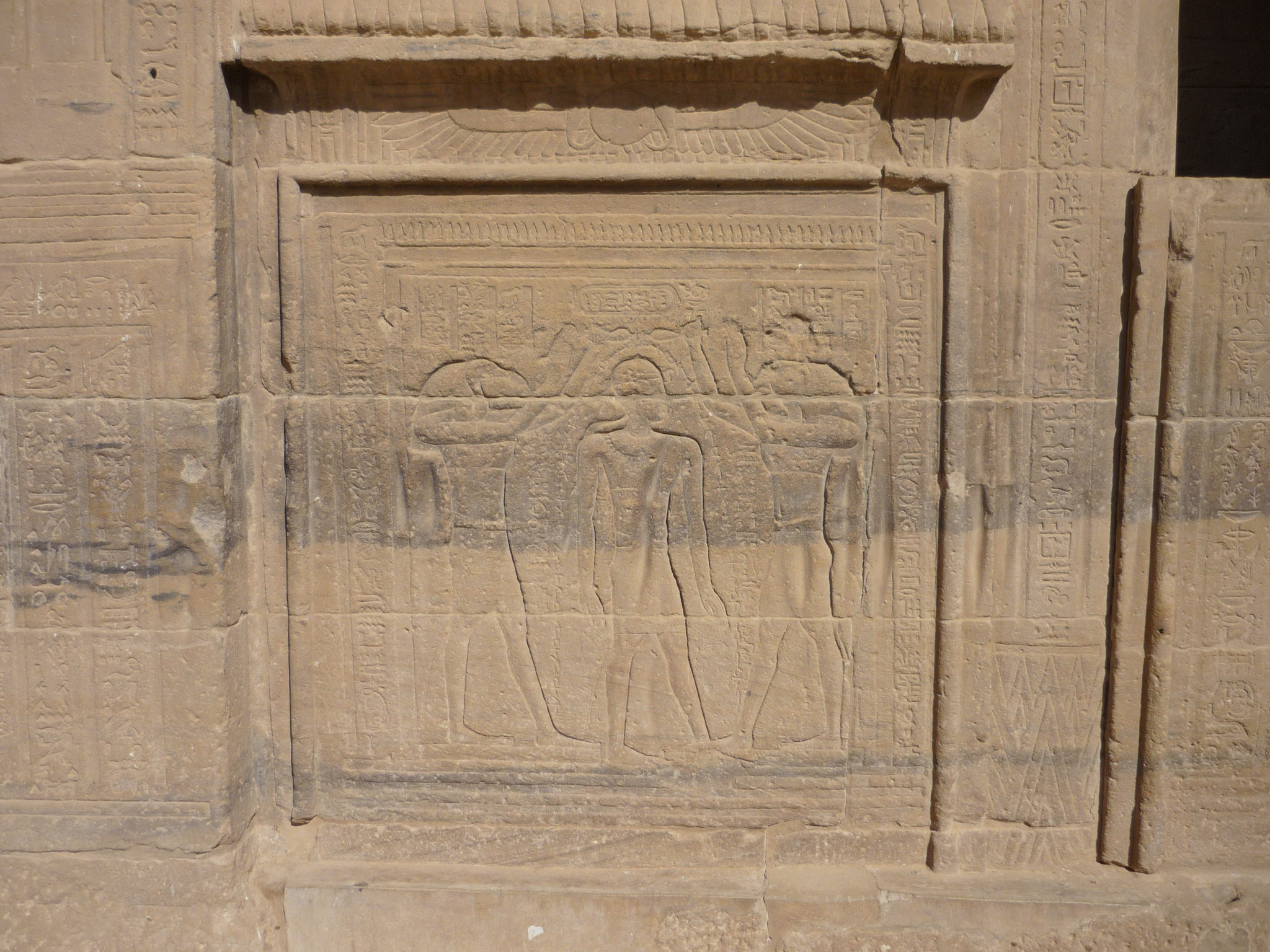
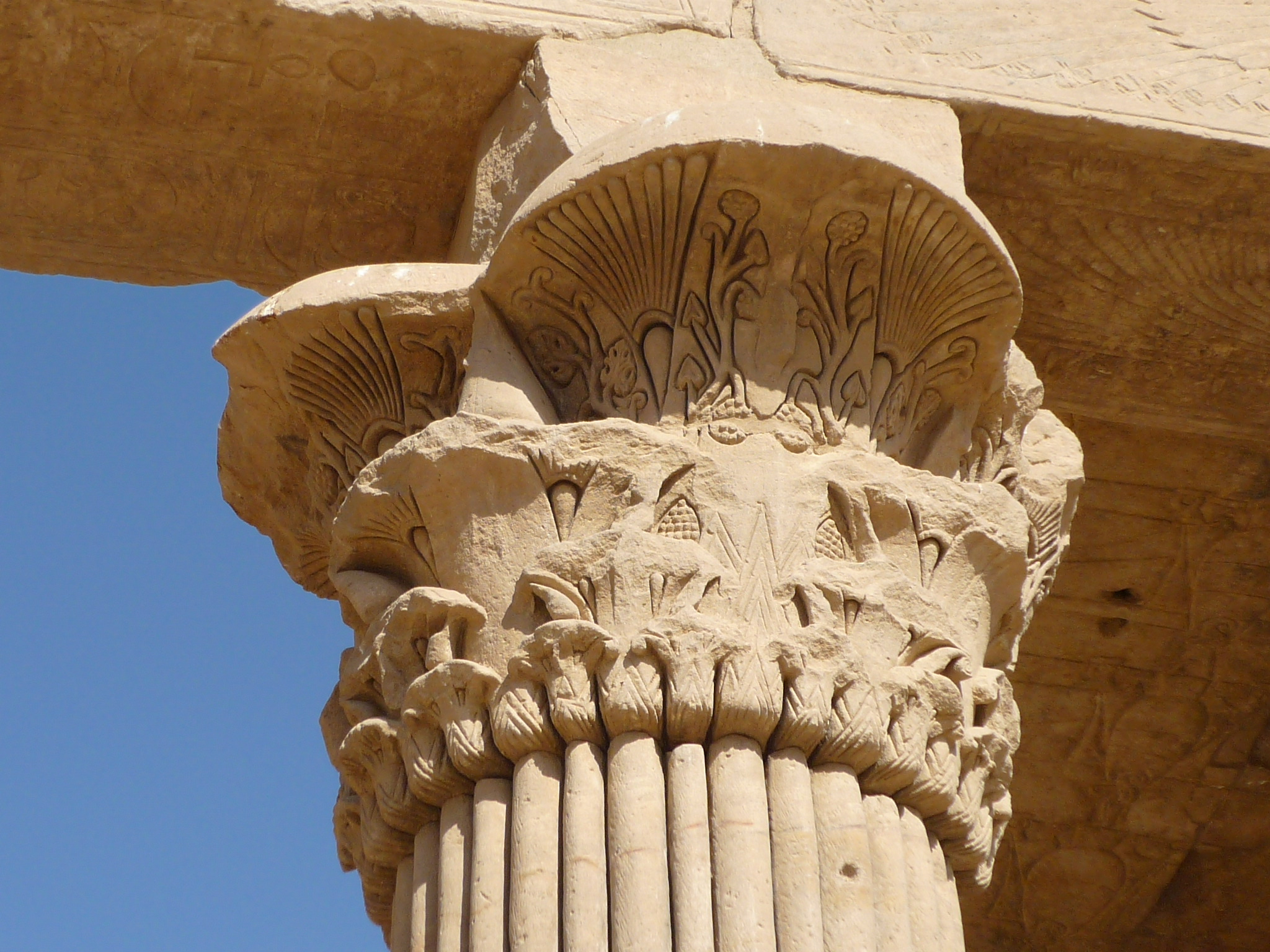
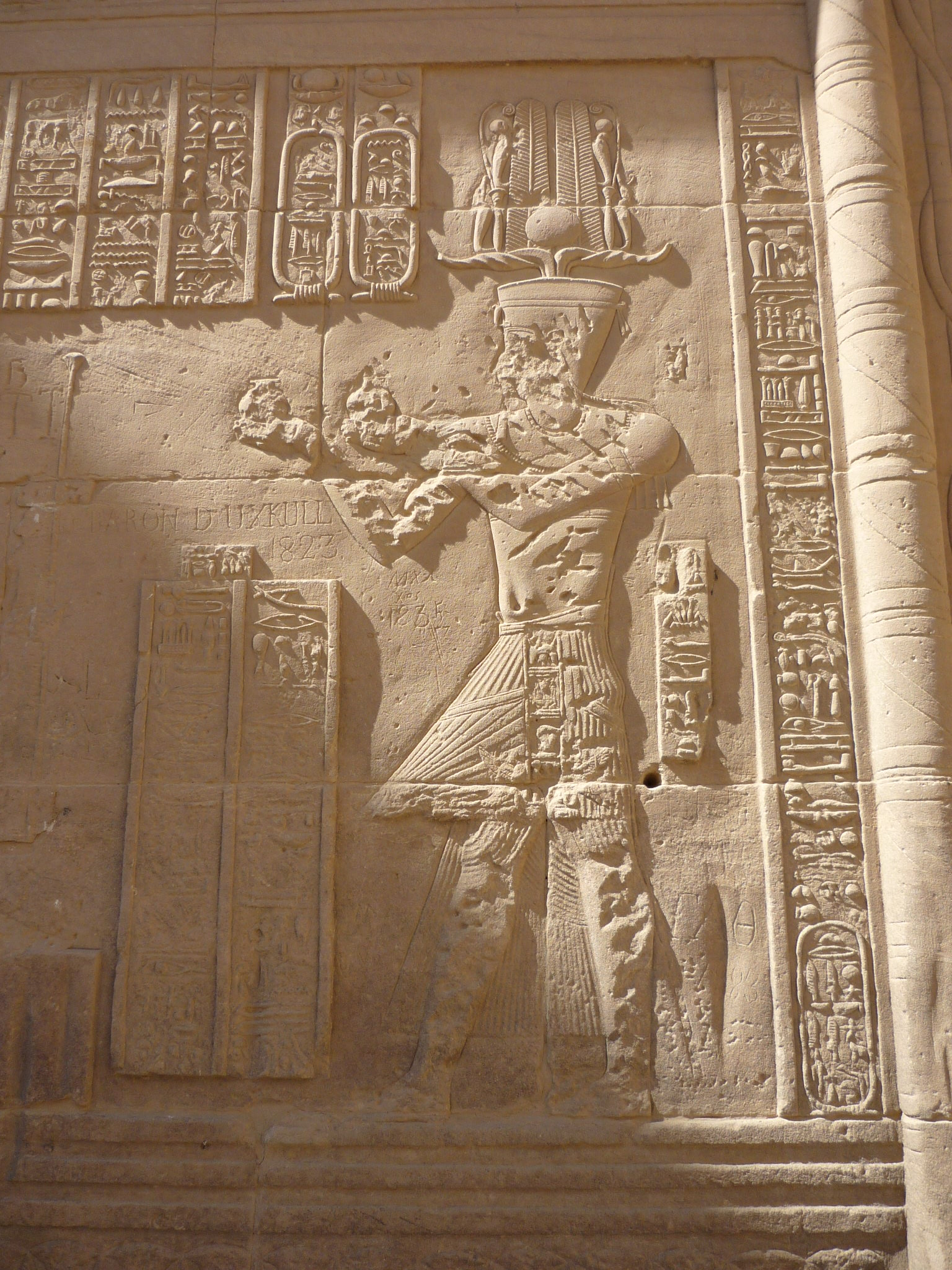
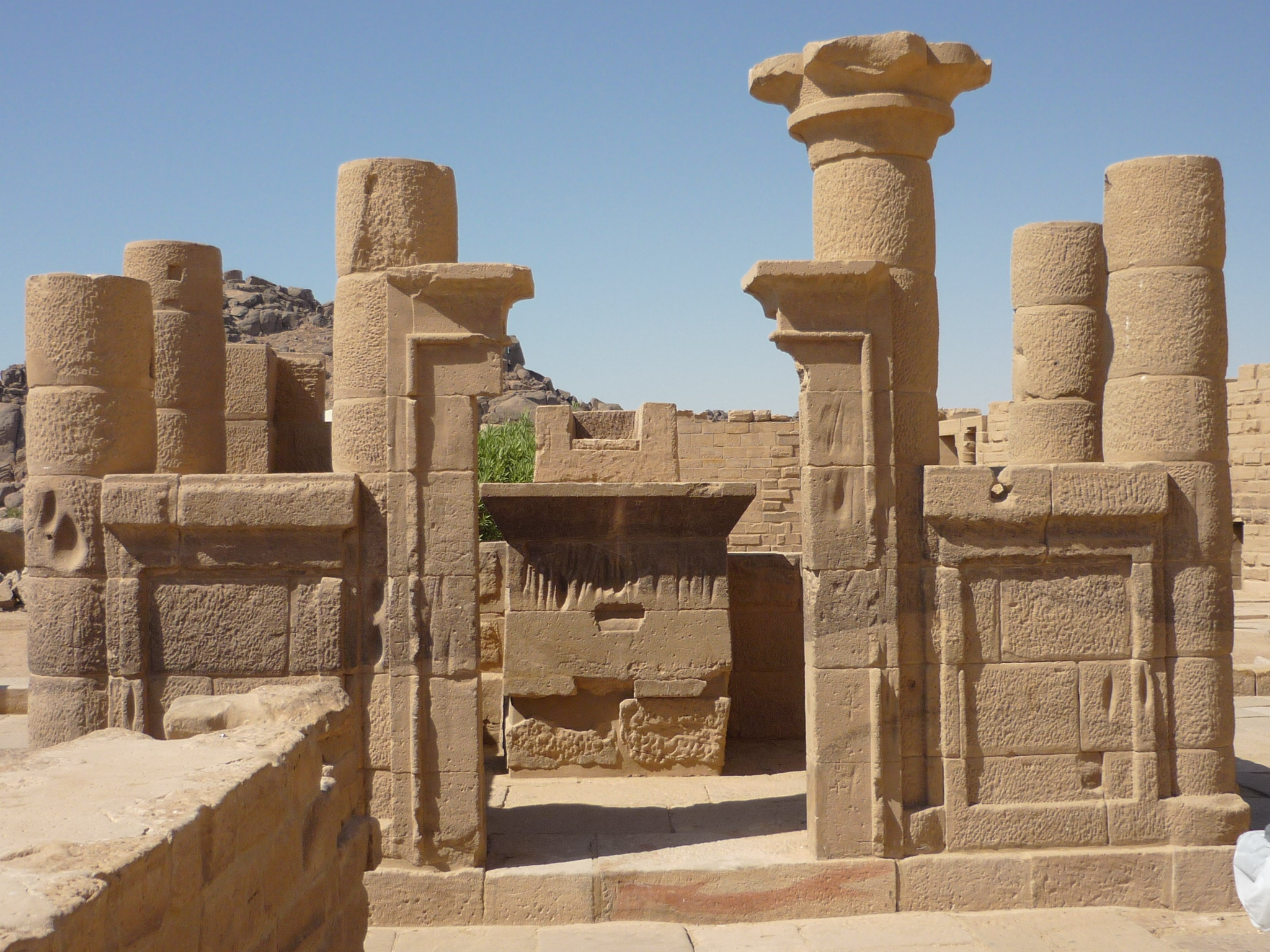
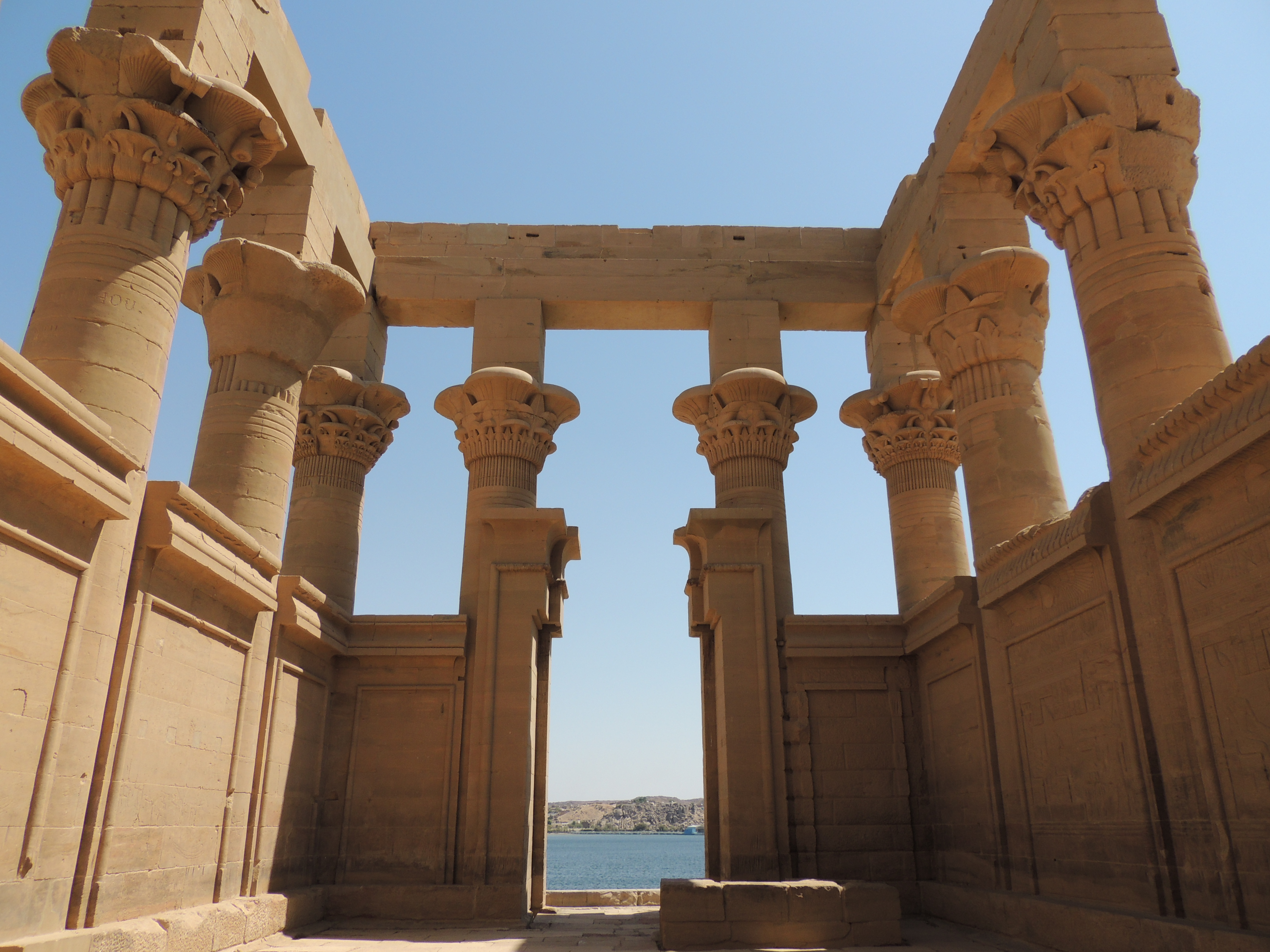
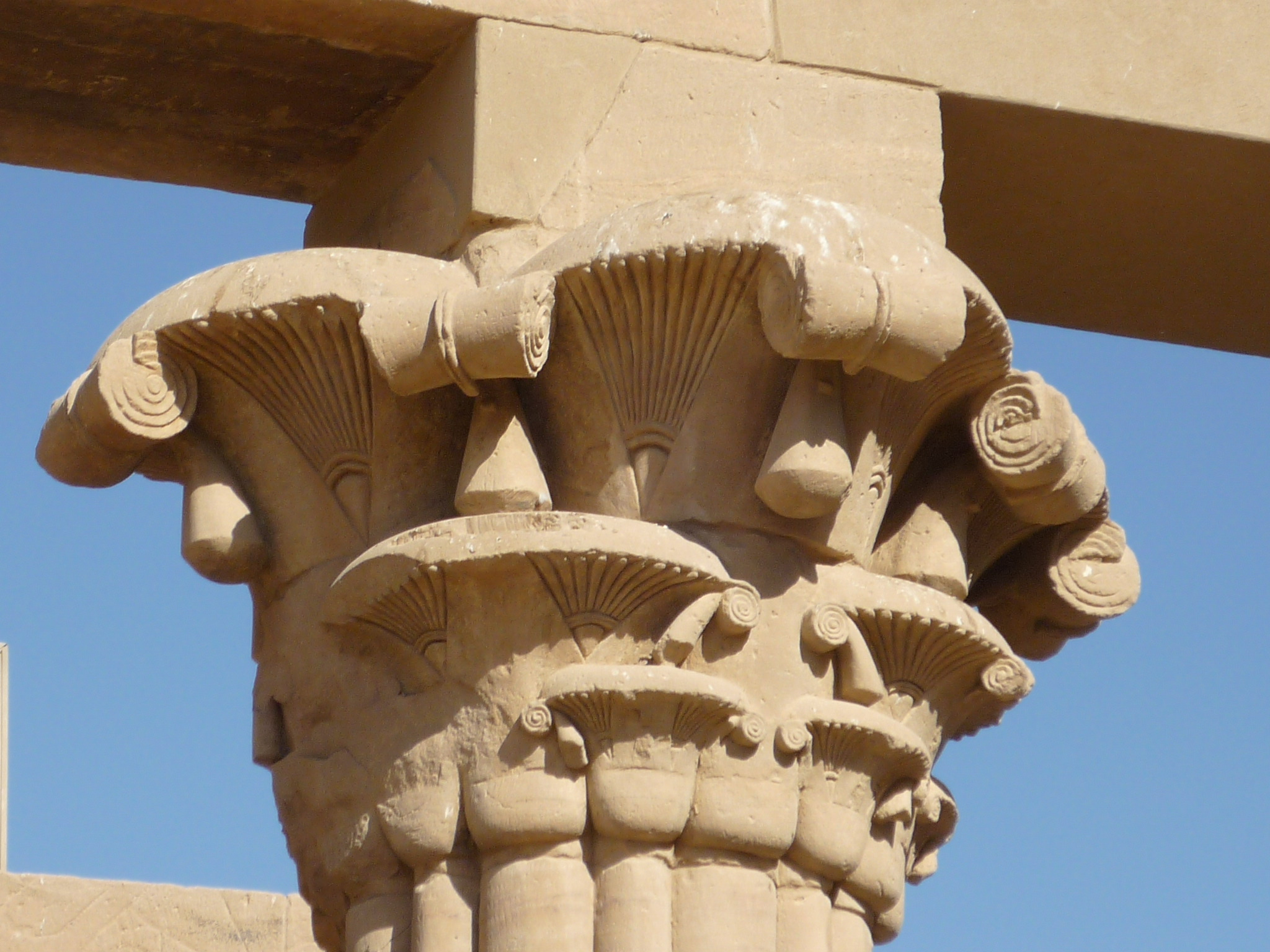
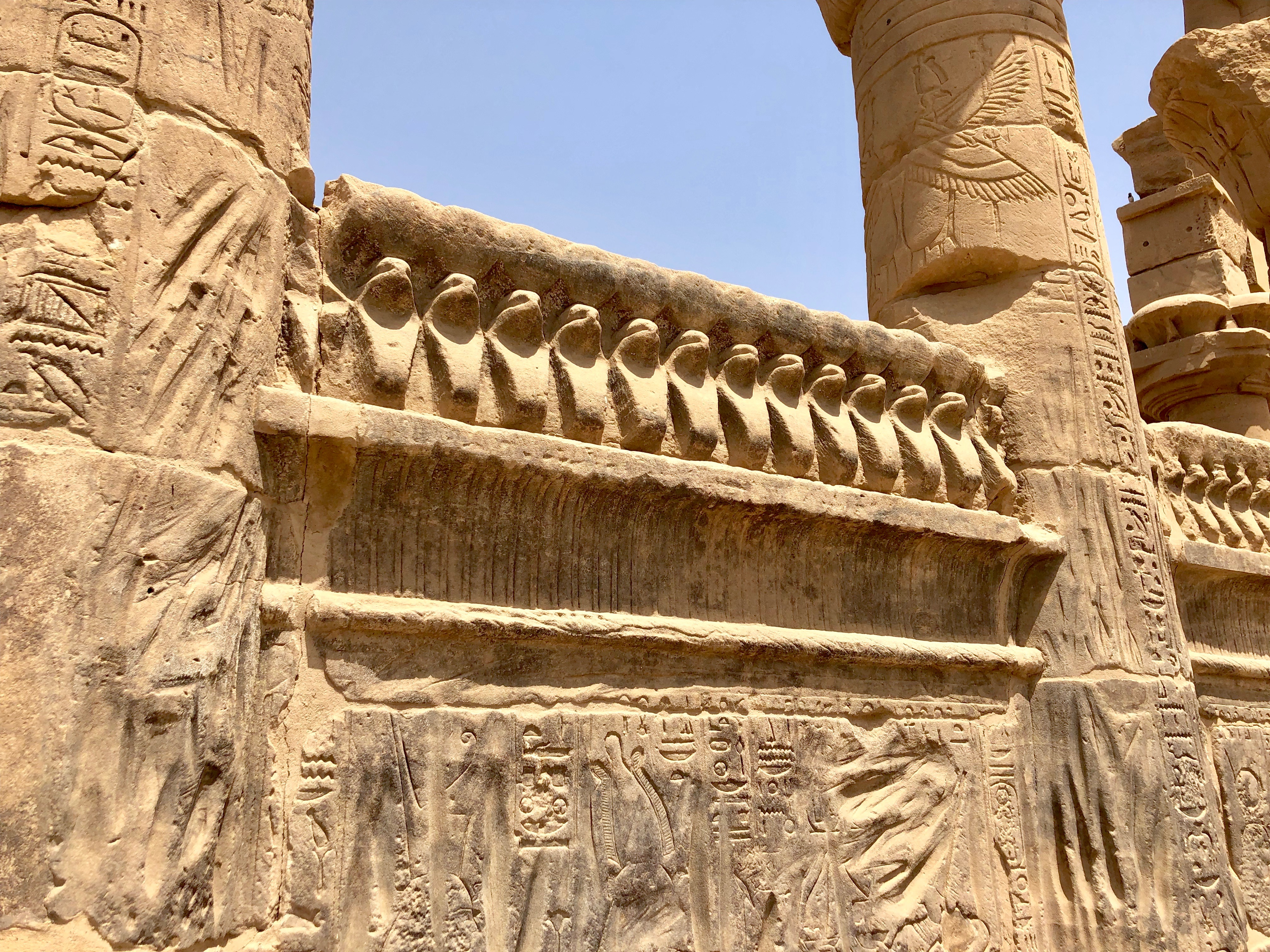
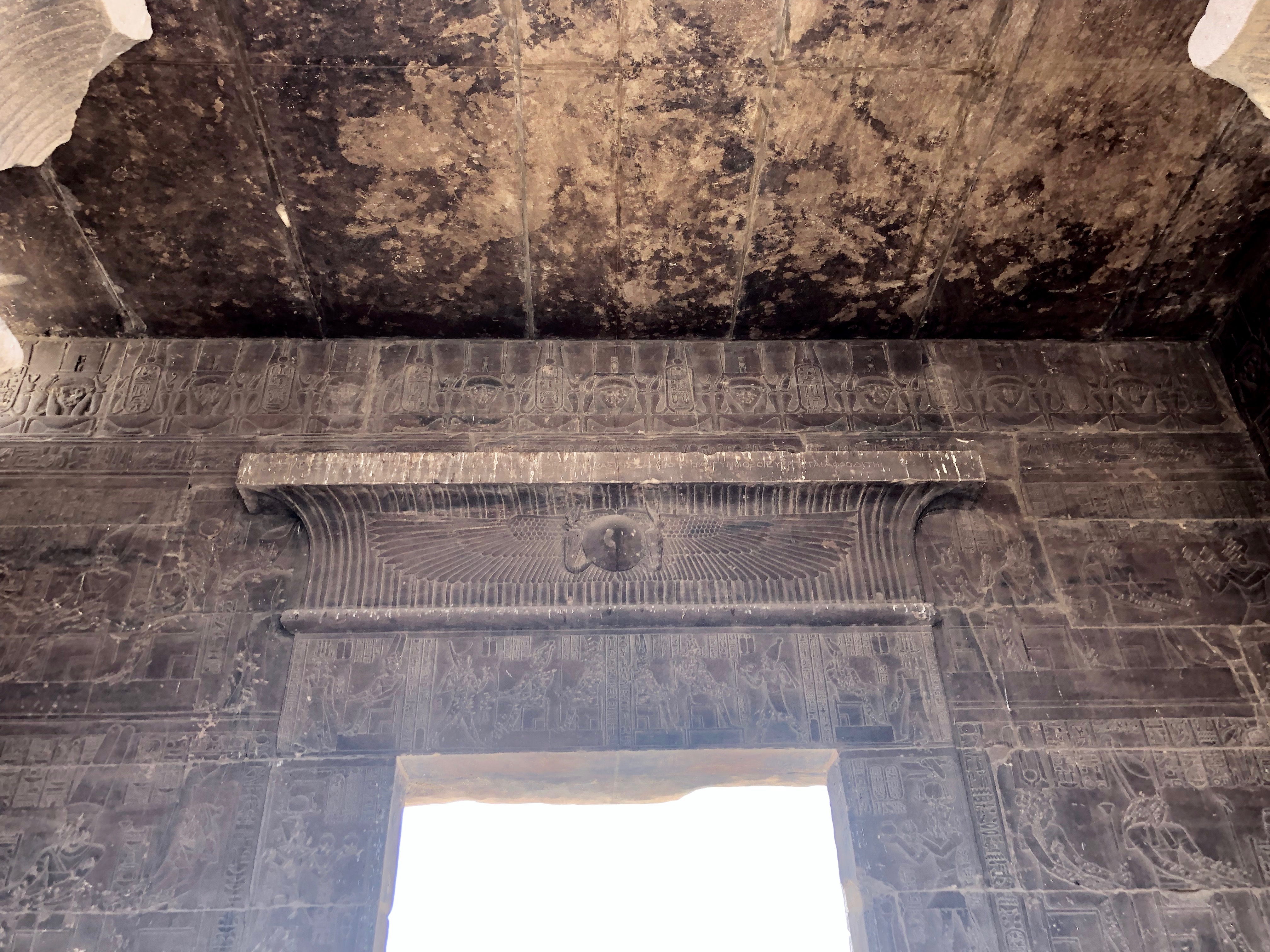
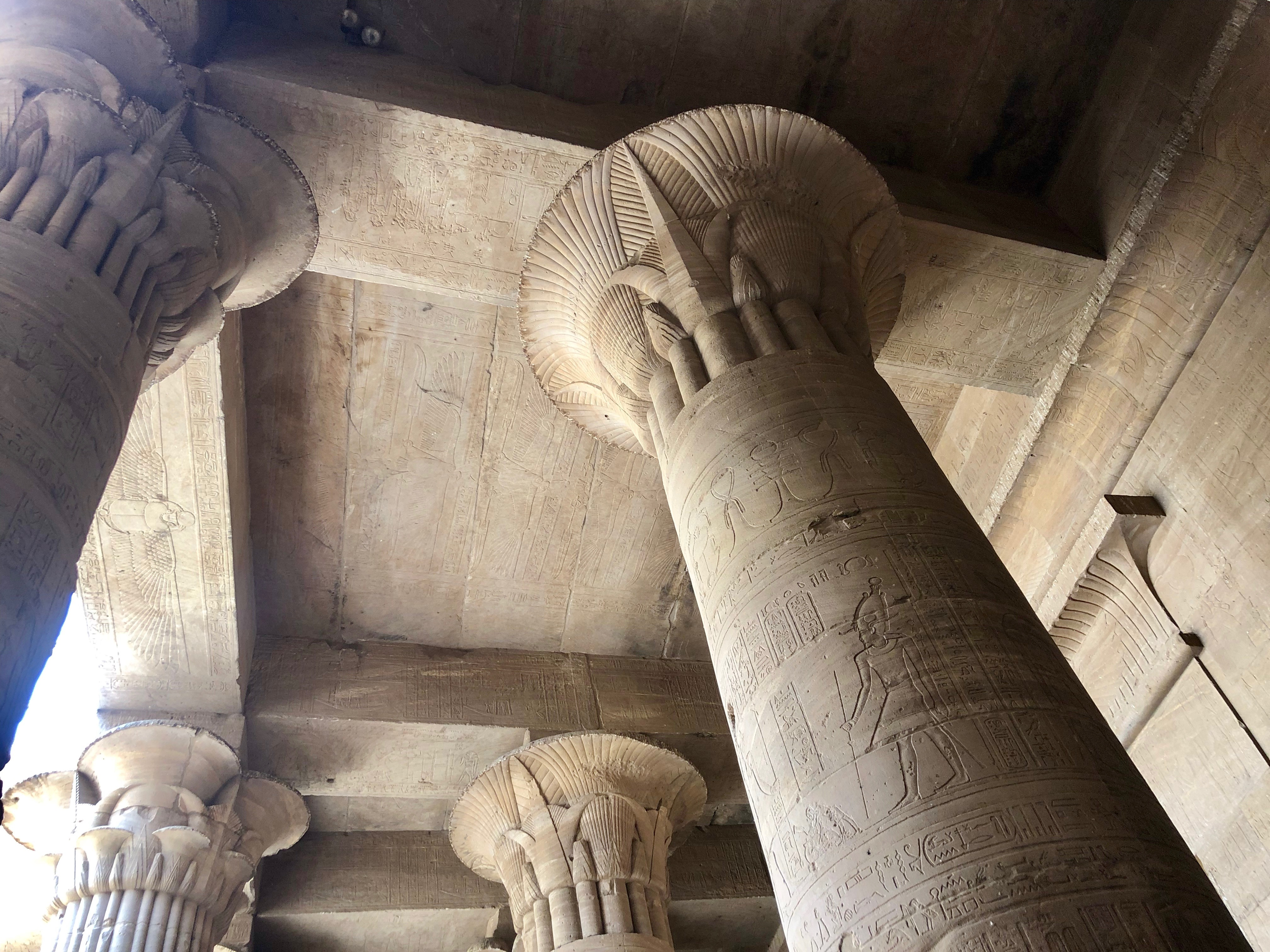

## آثار باستانی
| معبد ایسیس                    |  | وجره‌یانه |
| مامیسی                        |  | وجره‌یانه |
| کوشک تراجان                   |  | The Trajan's Kiosk was certainly the icon of Philae Island, the structure most associated by people with the island. It is a beautiful structure of 14 massive columns with carved floral capitals, but simple in its design. Inside are reliefs showing Trajan as a pharaoh making offerings to Osiris, Isis and Horus. The Emperor Trajan lived around 100 AD. |
| رواق بزرگ                     |  | وجره‌یانه |
| Hypostyle hall of Philae      |  | وجره‌یانه |
| Vestibule of Nectanebos I     |  | This is the entrance for the Island of Philae. The Vestibule of Nectanebos I is a logical beginning for an exploration of Philae. It is also where boats usually land on the island. This temple dating to the 30th dynasty was dedicated to Nectanebos "Mother" Isis. There are few other antiquities on the island that are not Ptolemaic or Roman. There was once a double stairway leading to the vestibule, but they were washed away by the Nile, along with the temple it once led to. It once had 14 columns, but today there remain only six. The vestibule itself was rebuilt by Ptolemy II Philadelphos. Some architectural styling of this monument date to the 3rd Dynasty. There are two rows of colonnades which form a walkway to the first pylon of the Temple of Isis. |
| The Temple of Emperor Hadrian |  | Just to the west of the Temple of Isis on Philae is the Gateway of the Emperor Hadrian, which was once set into a wall that encircled the island. There are various scens involving Osiris, as well as other gods and the Emperor Hadrian. In the vestibule that proceeds the gate there is an image of the Nile god entwined by a serpent and pouring water from two jars, symbolizing the birth of the Nile River. To the north of the gate are the remains of the Temple of Harendotes. |
| معبد هاتور                    |  | این نیایشگاه توسط بطلمیوس چهارم و بطلمیوس هشتم به هاتور اهدا شد. هاتور ایزدبانویی بود که با وجود ارتباطش با گاوان با آفرودیت همانندی‌هایی داشت. ستون‌های معبد هاتور به خاطر تزئیناتش با نقوش «بس» (ایزد لذت و حامی زنان زائو و نوزادان) و نقوش صحنه‌های موسیقایی معروف است. هدف از این تزئینات دلجویی و آرام کردن خدایان بوده‌است.. |
| معبد هوروس                    |  | وجره‌یانه |
| وجره‌یانه                      |  | وجره‌یانه |
| وجره‌یانه                      |  | وجره‌یانه |
| معبد آگوست، فیله              |  | وجره‌یانه |
| وجره‌یانه                      |  | وجره‌یانه |
| دروازه بطلمیوس دوم            |  | وجره‌یانه |
| نیل‌سنج                        |  | وجره‌یانه |